# Comuna de París
La Comuna de París (del francés: la Commune de Paris) fue un movimiento insurreccional que del 18 de marzo al 28 de mayo de 1871 gobernó brevemente la ciudad de París, cuyo espíritu era el socialismo autogestionario. 
Durante la guerra franco-prusiana de 1870 a 1871, la Guardia Nacional francesa había defendido París, a la vez que el radicalismo de clase obrera crecía entre sus soldados. Tras el establecimiento de la Tercera República en septiembre de 1870 (bajo el mando del jefe del ejecutivo francés Adolphe Thiers desde febrero de 1871) y la completa derrota del ejército francés a manos de los alemanes en marzo de 1871, los soldados de la Guardia Nacional tomaron el control de la ciudad el 18 de marzo. Dieron muerte a dos generales del ejército francés y se negaron a aceptar la autoridad de la Tercera República, intentando en su lugar establecer un gobierno independiente. La Comuna gobernó París durante dos meses, estableciendo políticas que tendían hacia un sistema progresista y antirreligioso de su propio supuesto socialismo, que era una mezcla ecléctica de muchas escuelas del siglo XIX. 
No hay consenso respecto al tipo de sociedad que fue la Comuna de París, pues para los socialistas marxistas la Comuna de París fue la primera dictadura del proletariado de la historia, pero los anarcosocialistas no están de acuerdo y en cambio la consideran una sociedad anarcosocialista. En cualquier caso, la Comuna (el término commune designaba entonces y aún designa al ayuntamiento en francés) gobernó durante 60 días promulgando una serie de decretos revolucionarios, como la autogestión de las fábricas abandonadas por sus dueños, la creación de guarderías para los hijos de las obreras, la laicidad del Estado, la obligación de las iglesias de acoger las asambleas de vecinos y de sumarse a las labores sociales, la remisión de los alquileres impagados y la abolición de los intereses de las deudas, autogobierno y la abolición del trabajo infantil. Se cerraron todas las iglesias y escuelas católicas. Corrientes feministas, socialistas, comunistas, socialdemócratas de vieja escuela (una mezcla de reformismo y revolucionarismo) y anarquistas desempeñaron papeles importantes en la Comuna. Muchas de estas medidas respondían a la necesidad de paliar la pobreza generalizada que había causado la guerra. 
Sin embargo, los diversos comuneros tuvieron poco más de dos meses para lograr sus respectivos objetivos antes de que el ejército nacional francés suprimiera la Comuna a finales de mayo, durante La semaine sanglante («La semana sangrienta») que comenzó el 21 de mayo de 1871. Se calcula que entre 10.000 y 15.000 comuneros murieron en combate o fueron ejecutados rápidamente, aunque una estimación no confirmada de 1876 elevaba la cifra a 20.000. En sus últimos días, la Comuna ejecutó al arzobispo de París, Georges Darboy, y a un centenar de rehenes, en su mayoría gendarmes y sacerdotes. 43.522 comuneros fueron hechos prisioneros, entre ellos 1.054 mujeres. Más de la mitad fueron liberados rápidamente. Quince mil fueron juzgados, de los cuales 13.500 fueron declarados culpables. Noventa y cinco fueron condenados a muerte, 251 a trabajos forzados y 1.169 a deportación (la mayoría a Nueva Caledonia). Otros miles de miembros de la Comuna, incluidos varios de sus líderes, huyeron al extranjero, principalmente a Inglaterra, Bélgica y Suiza. Todos los prisioneros y exiliados fueron indultados en 1880 y pudieron regresar a sus hogares, donde algunos reanudaron sus carreras políticas.
Debates sobre las políticas y resultados de la Comuna influyeron notablemente en las ideas de Karl Marx (1818-1883) y Friedrich Engels (1820-1895), que la describieron como el primer ejemplo de dictadura del proletariado. Engels escribió: «Recientemente, el filisteo socialdemócrata se ha llenado una vez más de sano terror ante las palabras: Dictadura del Proletariado. Bien, señores, ¿quieren saber cómo es esta dictadura? Miren la Comuna de París. Eso fue la Dictadura del Proletariado».

## Contexto
Tras la derrota y derrumbe del gobierno imperial de Napoleón III en la guerra franco-prusiana (1870-1871), París fue sometida a un sitio de más de cuatro meses (19 de septiembre de 1870-28 de enero de 1871), que culminó con la entrada triunfal de los prusianos —que se retiraron de inmediato— y la proclamación imperial de Guillermo I de Alemania en el Palacio de Versalles.
Debido a que París no aceptaba rendirse, la nueva Asamblea Nacional y el gobierno provisional de la República, presidido por Adolphe Thiers, prefirieron instalarse en Versalles y desde ahí doblegar a la población rebelde. El vacío de poder en París provocó que la milicia ciudadana, la Guardia Nacional de París, se hiciera de forma efectiva con el poder a fin de asegurar la continuidad del funcionamiento de la administración de la ciudad. Se beneficiaron del apoyo y de la participación activa de la población obrera descontenta, del radicalismo político muy extendido en la capital que exigía una república democrática, y de la oposición a la más que probable restauración de la monarquía borbónica. Al intentar el gobierno arrebatarles el control de las baterías de cañones que habían sido compradas por los parisinos por suscripción popular para defender la ciudad, estos se alzaron en armas. Soldados de la Guardia Nacional de la Comuna asesinaron a dos generales del ejército francés, y la Comuna se negó a aceptar la autoridad del gobierno francés. Ante esta rebelión, Thiers ordenó a los empleados de la administración evacuar la capital, y la Guardia Nacional convocó elecciones para el consejo municipal que fue copado por radicales republicanos y socialistas. 
Tras un mes de combates, la reconquista del casco urbano provocó una fiera lucha calle por calle, la llamada «Semana Sangrienta» (Semaine sanglante) del 21 al 28 de mayo. El balance final supuso unos 20 000 muertos, el destrozo e incendio de más de 200 edificios y monumentos históricos, y el sometimiento de París a la ley marcial durante cinco años. Además, se calculan cerca de 40.000 arrestados y miles fueron deportados a campos inhóspitos en Nueva Caledonia. Los consejos de guerra señalaron 13.450 sentencias, entre ellos 157 mujeres y 80 niños. Thiers ordenó que se exhibieran sus cadáveres para dar una «lección» a los rebeldes.
Ya que los sucesos de la Comuna de París tuvieron lugar antes del cisma entre anarquistas y marxistas, ambos movimientos políticos la consideran como propia y la celebran como la primera toma de poder de las clases proletarias en la historia de Europa occidental. Karl Marx la describió como el primer ejemplo concreto de una dictadura del proletariado en la que el Estado es tomado por el proletariado, a lo que Bakunin respondió que —al no depender de una vanguardia organizada y no haber arrebatado el poder al Estado francés o intentado crear un estado revolucionario— la comuna parisina era anarquista.

## Trasfondo

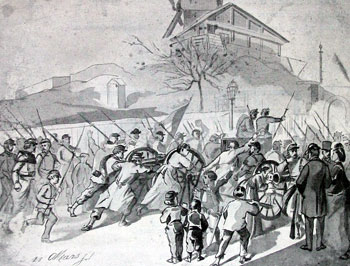
18 de marzo de 1871: el pueblo insurrecto recuperando los cañones, pagados por los parisinos y situados en Montmartre, de los que el ejército quería apoderarse.

La revolución puso inesperadamente el poder en manos de la Guardia Nacional, responsable de la defensa de la ciudad durante la guerra, mientras el Gobierno de Defensa Nacional dirigido por Adolphe Thiers se encontraba refugiado en Burdeos. La comuna fue posible gracias a un levantamiento popular de todas las tendencias republicanas dentro de París después de que la guerra franco-prusiana terminase con la derrota de Francia. La guerra con Prusia, comenzada por Napoleón III en julio de 1870, se desarrolló desastrosamente para Francia, y en septiembre del mismo año, tras la derrota en la Batalla de Sedán, los diputados republicanos derrocaron el Segundo Imperio y proclamaron la República. Días después, París quedó bajo el asedio del ejército prusiano.
La escasez de comida, sumada al constante bombardeo prusiano, llevó a un descontento general. Desde la revolución de 1848 la población se había vuelto cada vez más receptiva a ideas republicanas más radicales. Una demanda específica fue la de que París debía poseer un gobierno autónomo, con una comuna elegida por la propia población, algo que ya disfrutaban la mayor parte de las ciudades francesas, pero que era negado a París por un gobierno temeroso de la indócil población de la capital. Un deseo más vago pero también relacionado fue el de un sistema de gestión de la economía más justo, no necesariamente un sistema socialista, resumido en el grito popular de «la république démocratique et sociale!».
En enero de 1871, cuando ya habían transcurrido 4 meses de asedio, Louis-Adolphe Thiers, futuro jefe ejecutivo (más tarde presidente) de la Tercera República Francesa, buscó un armisticio que fue firmado el día 26 en el Palacio de Versalles, a la espera de que se lograran acuerdos de paz definitivos. El Canciller Otto von Bismarck, que se había instalado en Versalles y representaba al emperador de Alemania, exigió para París la rendición de las plazas fuertes de las fortificaciones que rodeaban la capital, el desarme de los soldados que aseguraban la defensa de la capital, la posibilidad de entrar en París y el pago de un rescate de 200 millones de francos.
Por aquel tiempo más de 200.000 parisinos eran miembros armados de la «Guardia Nacional», una milicia de ciudadanos dedicada al mantenimiento del orden público en tiempos de paz, pero que desde septiembre de 1870 se había expandido mucho (de 60 a 254 batallones) para ayudar a defender la ciudad. Los batallones elegían a sus propios oficiales y poseían algunos cañones que habían sido fabricados en París y pagados por suscripción pública. La ciudad y su Guardia Nacional habían resistido el ataque de las tropas prusianas durante seis meses, por lo que la población de París consideraba humillante tanto la rendición como la ocupación.
En el mes de febrero, los 2000 delegados de la federación de los batallones de la Guardia Nacional eligieron un «Comité Central» que votó nuevos estatutos para reorganizar la Guardia y aprobó que no se dejarían desarmar por el gobierno, llamando a las principales ciudades francesas a que les imitaran. Las tropas prusianas tenían previsto entrar simbólicamente en París el 1 de marzo, dejando a Thiers que se encargara de la rendición de la capital. La víspera, el 28 de febrero, el comité de la Guardia Nacional mandó pegar en todo París el «Cartel negro» (Affiche noire), un cartel bordeado de negro en señal de luto recomendando a los parisinos que no salieran de sus casas y evitaran todo altercado o manifestación. El día 1 de marzo el ejército prusiano desfiló en una ciudad desierta, limitándose a los distritos XVI, XVII y VIII. La abandonaron el mismo día sin ningún incidente.
Días antes de que los prusianos entraran en París, la Guardia Nacional, ayudada por civiles, había puesto los cañones (que consideraban de su propiedad) a salvo de los prusianos y los había almacenado en distritos seguros situados en las colinas de Montmartre y Belleville, en los límites de la ciudad. El principal «parque de cañones» estaba en las alturas de Montmartre.
Mientras tanto las elecciones legislativas del 8 de febrero, destinadas a sustituir el Gobierno de Defensa Nacional, habían dado a la Asamblea Nacional una amplia mayoría monárquica (dividida entre legitimistas y orleanistas) seguida de los republicanos conservadores, todos partidarios de firmar la paz. En París, el voto fue mayoritariamente republicano radical, encabezando las listas de diputados Louis Blanc, Víctor Hugo, Léon Gambetta y Giuseppe Garibaldi. Por el Pacto de Burdeos, Thiers aseguró a la Asamblea que su gobierno se iba a dedicar a levantar el país, y que de momento no se plantearía el tipo de régimen a adoptar para Francia, dejando de lado la instauración de la República, a petición de los monárquicos, bonapartistas y representantes de la alta burguesía.

## Alzamiento y naturaleza de la Comuna

### Instauración de la Comuna

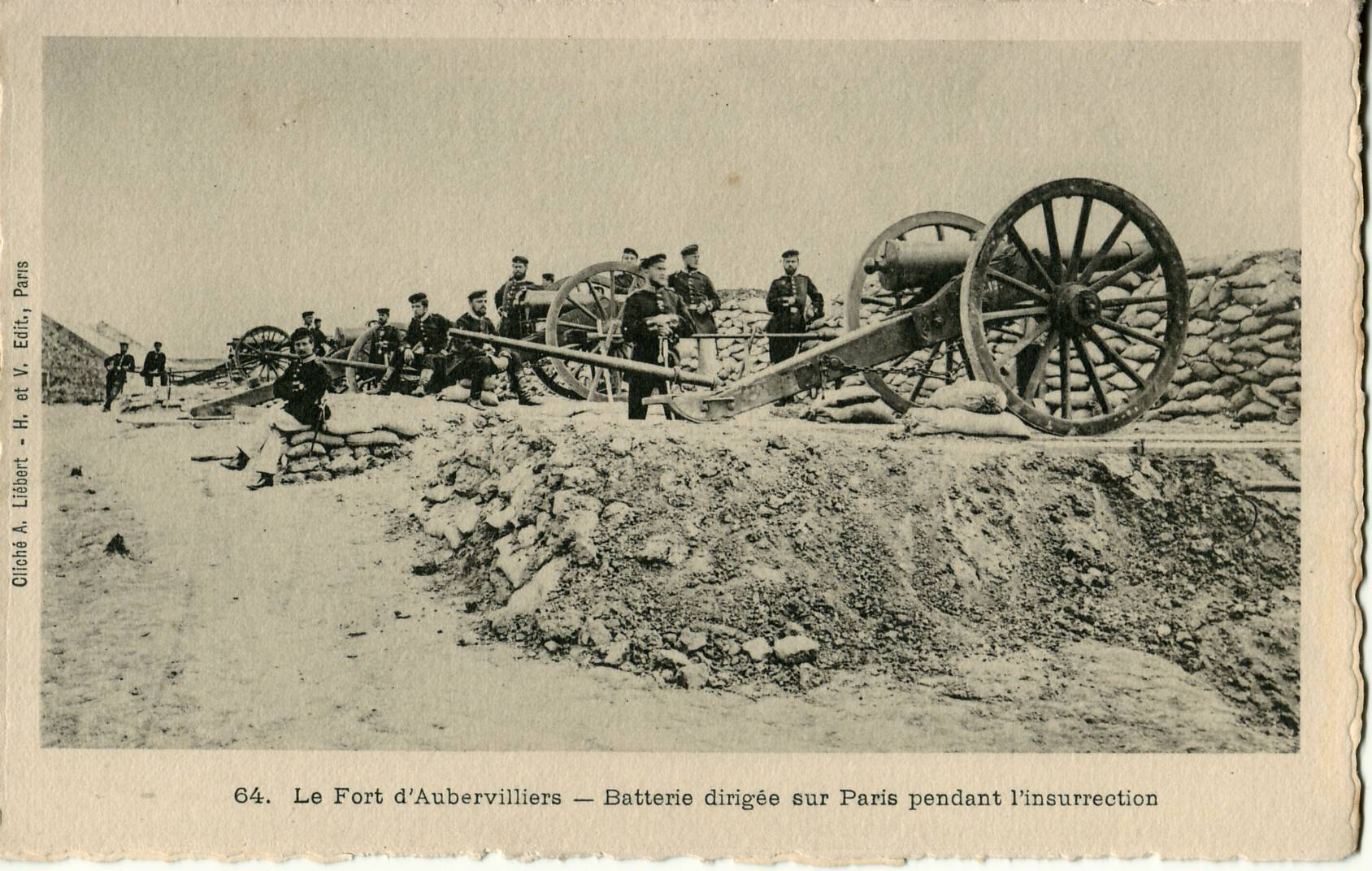
Batería prusiana en Aubervilliers, apuntando a París.

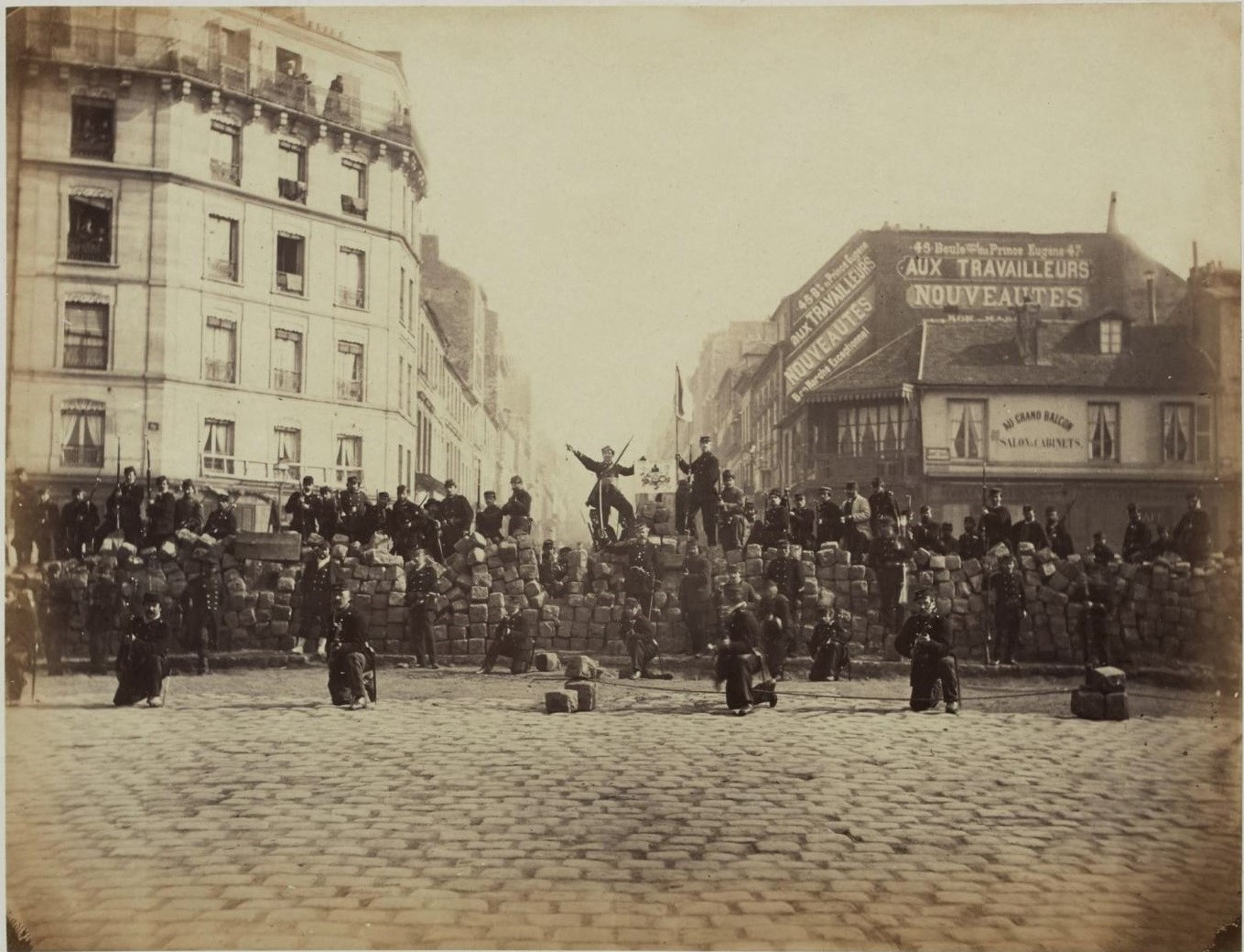
Guardias nacionales en una barricada de Belleville, el 18 de marzo de 1871.

Pero París continuaba cercada mientras el problema de las indemnizaciones de la guerra afectaba gravemente a la población. El 3 de marzo una asamblea de los delegados de la Guardia Nacional eligió un Comité ejecutivo provisional de 32 miembros que prometió defender la República. El mismo día el gobierno de Thiers nombró comandante jefe de la Guardia Nacional al general monárquico Louis d'Aurelle de Paladines, que había apoyado militarmente el golpe de Estado de Napoleón III del 2 de diciembre de 1851. Ante lo que se interpretaba como una provocación, la prensa y el pueblo protestaron y el Comité Central lo rechazó y lo ignoró. El 10 de marzo, la Asamblea Legislativa y el gobierno se trasladaron de Burdeos a Versalles, pero Thiers decidió residir en París.
Las primeras medidas aprobadas por la nueva Asamblea confirmaron las inquietudes de la población, recordándoles las medidas impopulares impulsadas por Thiers durante la II República en 1848: el 10 de marzo suprime la moratoria sobre letras de pago, alquileres y deudas que han de pagarse casi inmediatamente, lo que aboca en París a 300.000 obreros, pequeños talleres y tiendas a la quiebra. Suprime el salario de los guardias nacionales, dejando a miles de familias sin recursos. El general Joseph Vinoy, recién nombrado comandante jefe del ejército en París, prohíbe seis periódicos republicanos, de los que 4 tenían cada uno una tirada de más de 200.000 ejemplares y manda condenar a muerte en ausencia a Gustave Flourens y Auguste Blanqui por su participación en la revuelta de octubre de 1870.
Al mismo tiempo que el Comité Central de la Guardia Nacional estaba adoptando una posición cada vez más radical y ganando firmemente autoridad, el gobierno no podía permitirle indefinidamente tener 400 cañones y ametralladoras a su disposición. Y así, como primer paso, al alba del 18 de marzo Thiers ordenó a sus tropas tomar los cañones almacenados en los altos de Montmartre, Belleville y en el parque des Buttes-Chaumont. En Belleville y en Montmartre, los residentes avisados a toque de campana se precipitaron para interponerse, mujeres a la cabeza: en vez de seguir las instrucciones, los soldados fraternizaron con la Guardia Nacional y la población. En Montmartre, cuando su general, Claude Martin Lecomte, les ordenó disparar a una muchedumbre desarmada, le apearon de su caballo. En contra de la opinión de los miembros del comité del distrito, fue fusilado en el mismo barrio junto con el general Clément Thomas, un antiguo comandante de la Guardia Nacional, responsable de la represión durante la rebelión popular en junio de 1848. El 18 de marzo marca oficialmente el inicio del gobierno de la Comuna.
Otras unidades armadas se unieron a la rebelión, que se esparció tan rápidamente que el Jefe del ejecutivo Thiers ordenó la evacuación inmediata de París de las fuerzas regulares que aún le seguían siendo leales, tales como la policía y los empleados de todas las administraciones públicas. Él mismo huyó, a la cabeza de sus hombres, a Versalles. Según Thiers, 100.000 parisinos abandonaron la capital. En los días siguientes, la mayoría de los habitantes de los barrios residenciales del oeste de París (el XVI y el XVII), tradicionalmente conservadores, se refugiaron en Versalles. El Comité Central de la guardia nacional era ahora el único gobierno efectivo en París: casi inmediatamente renunció a su autoridad y organizó elecciones para una comuna, propuestas para el 26 de marzo.

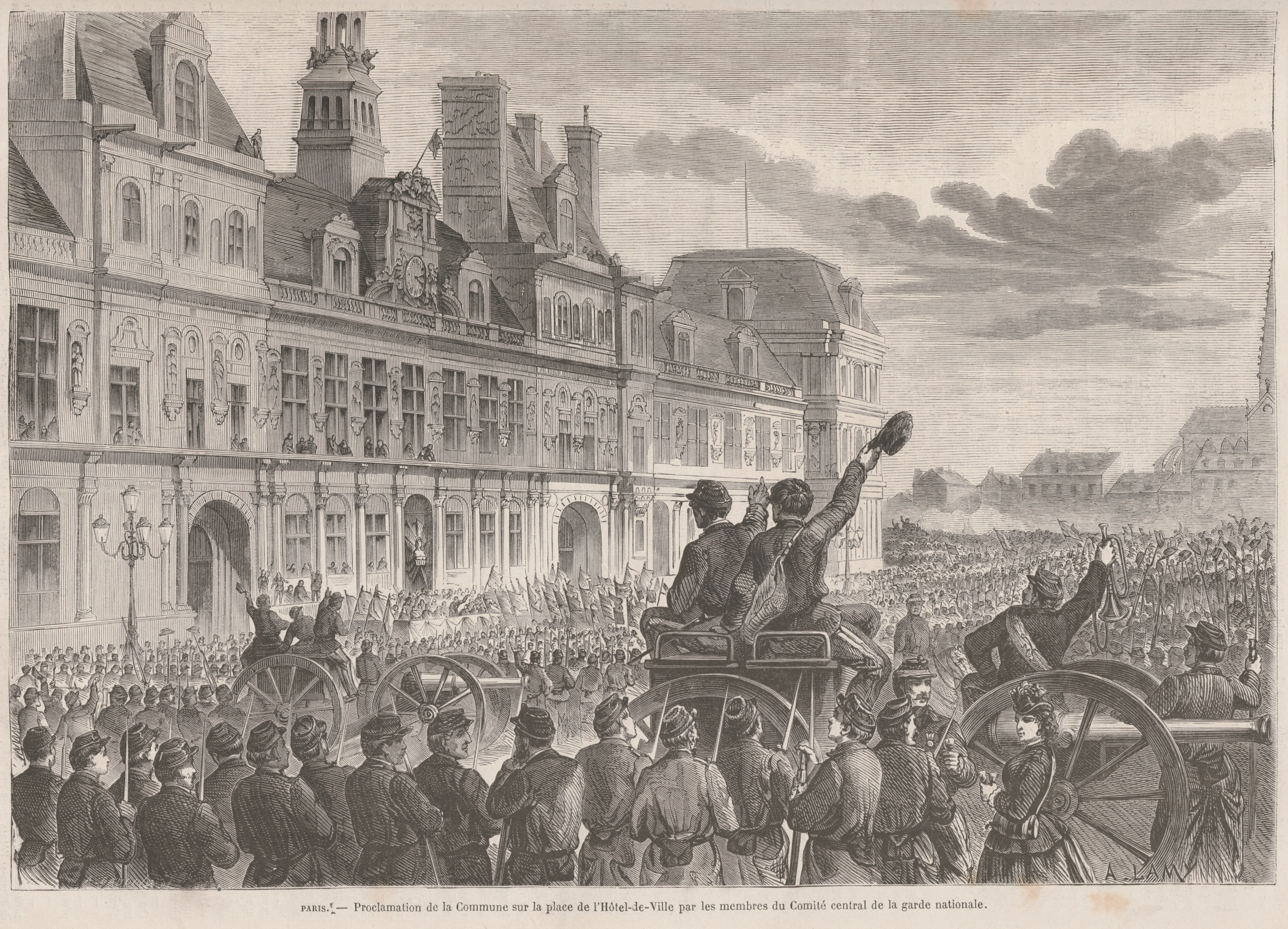
Proclamación de los resultados electorales el 28 de marzo de 1871 en el Ayuntamiento, donde se constituyó el Concejo Municipal.

La Comuna de París fue constituida el 28 de marzo. Los 92 miembros del «Consejo Comunal» incluían obreros, artesanos, pequeños comerciantes, profesionales (tales como médicos y periodistas), y un gran número de políticos. Abarcaban todas las tendencias republicanas: desde republicanos reformistas y moderados, socialistas, anarquistas, proudhonianos, blanquistas e independientes, hasta jacobinos que tendían a mirar nostálgicamente la Revolución francesa. El socialista Auguste Blanqui fue elegido presidente del Consejo, pero esto ocurrió en su ausencia ya que había sido arrestado el 17 de marzo y estuvo retenido en una prisión secreta durante la vida de la Comuna.

### Medidas adoptadas por la Comuna

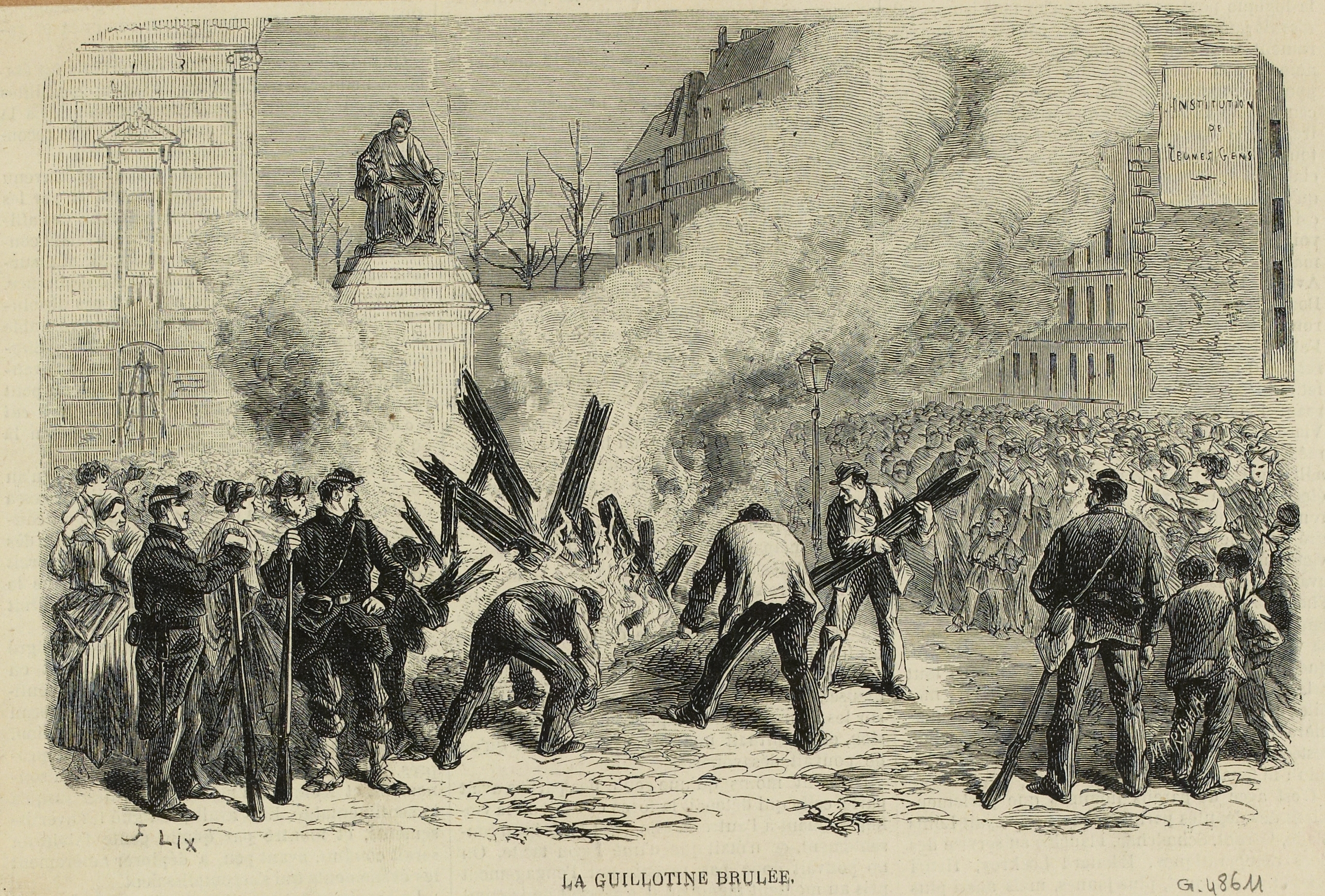
Los comuneros queman la guillotina, grabado anónimo con dibujo de Frédéric Lix.

A pesar de las diferencias internas, el Consejo tuvo un buen comienzo al mantener los servicios públicos esenciales para una ciudad de dos millones de habitantes; también fue capaz de alcanzar un consenso sobre ciertas políticas que tendían hacia una democracia social progresista más que a una revolución social. Debido a la falta de tiempo (la Comuna pudo reunirse menos de 60 días en total) sólo unos pocos decretos fueron implementados. Estos incluían: remisión de las rentas, que habían sido aumentadas considerablemente por caseros, hasta que se terminase el asedio; la abolición del trabajo nocturno en los cientos de panaderías de París; la abolición de la guillotina; la concesión de pensiones para las viudas de los miembros de la Guardia Nacional muertos en servicio, así también como para sus hijos; la devolución gratuita de todas las herramientas de los trabajadores, a través de las casas de empeño estatales; se pospusieron las obligaciones de deudas y se abolieron los intereses en las deudas; y, alejándose de los estrictos principios reformistas, el derecho de los empleados a tomar el control de una empresa si fuese abandonada por su dueño.

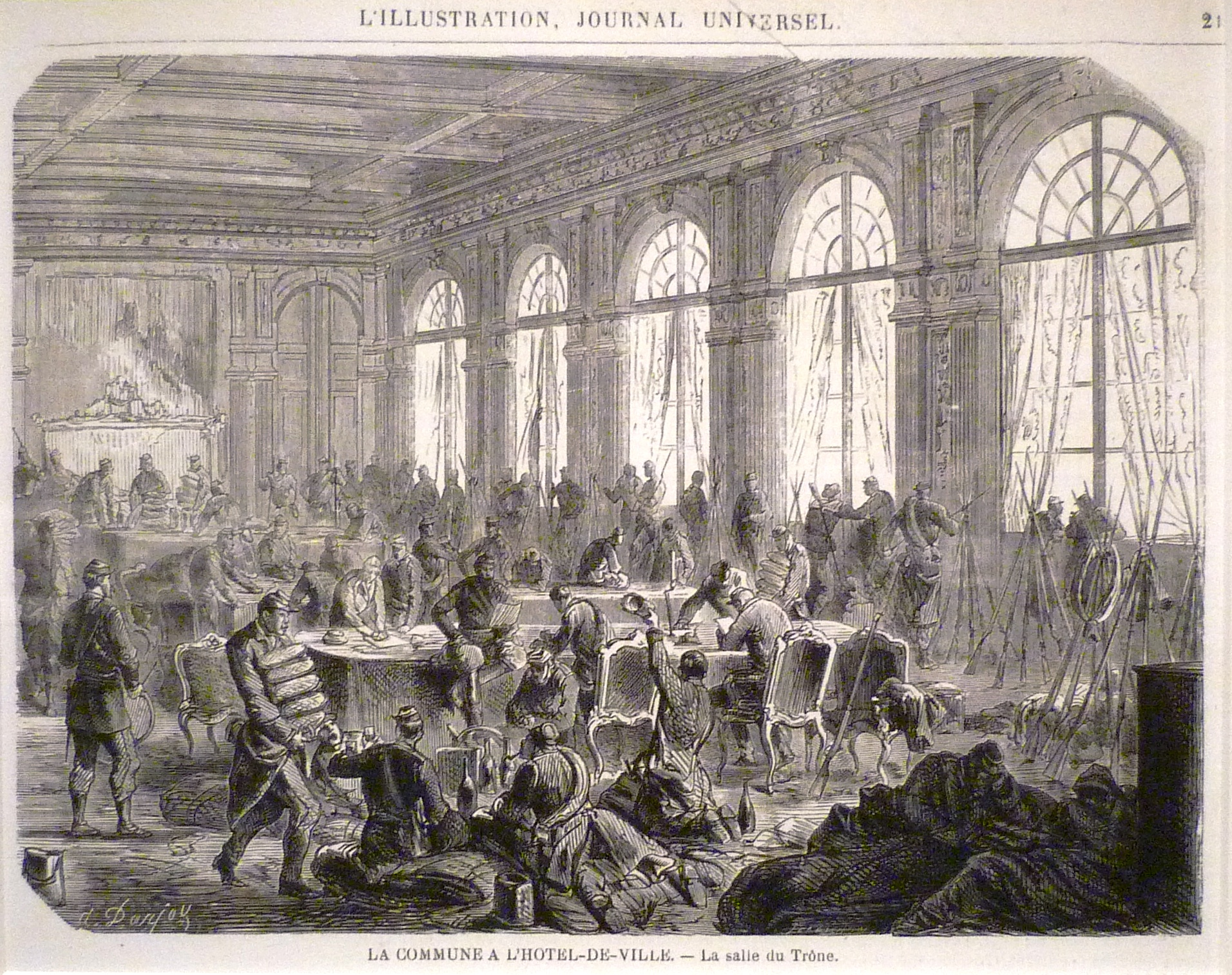
Hôtel de Ville durante la Comuna, de Alfred Darjou, en L'Illustration.

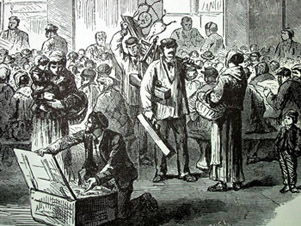
La comuna devuelve las herramientas empeñadas a los trabajadores durante el asedio.

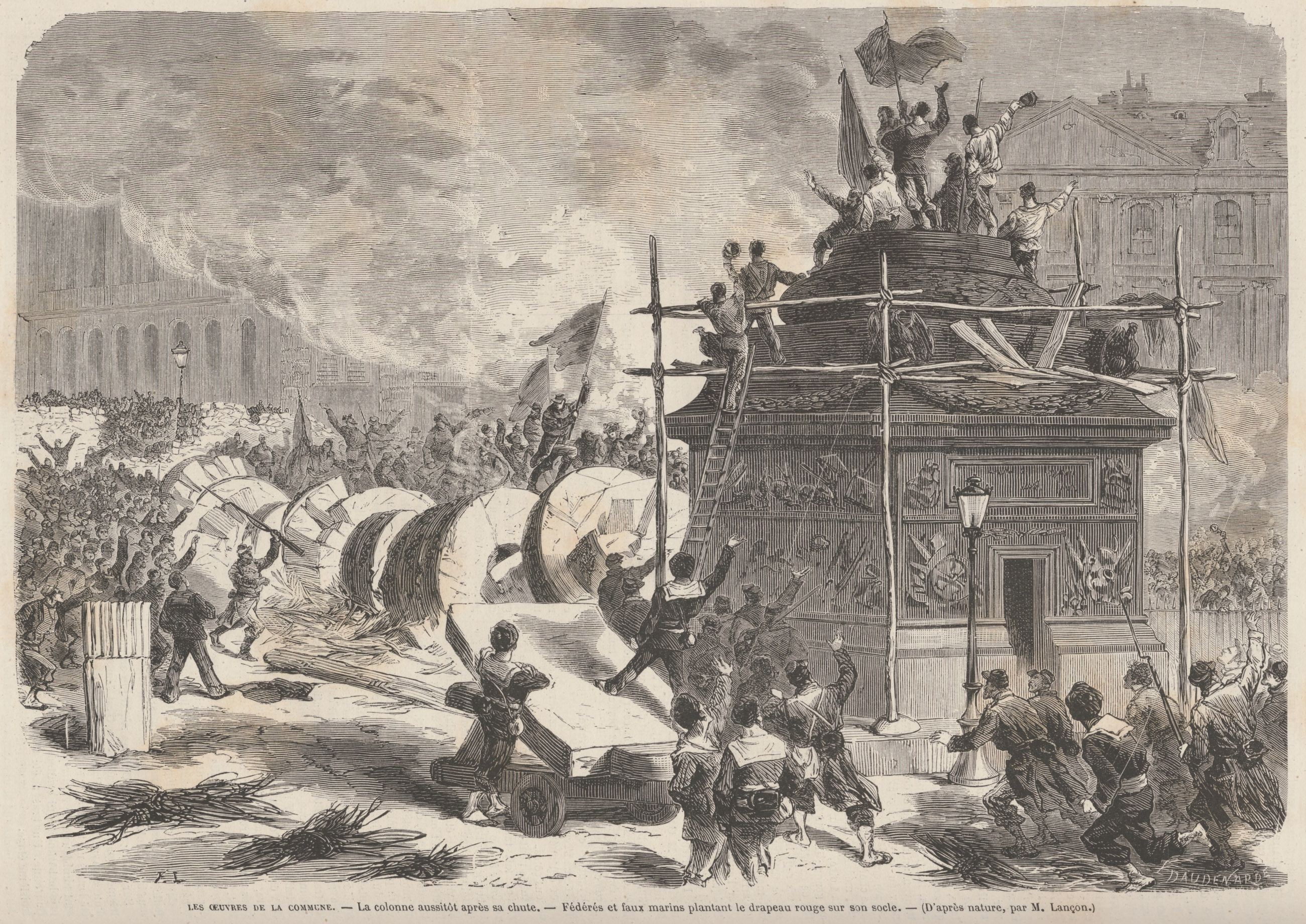
Destrucción de la columna Vendôme el 16 de mayo de 1871.

El Consejo terminó con el alistamiento y reemplazó el ejército convencional con una Guardia Nacional de todos los ciudadanos que podían portar armas. La legislación propuesta separaba la iglesia del Estado, hacía que todas las propiedades de la iglesia pasaran a ser propiedad estatal, y excluía la religión de las escuelas. Se les permitió a las iglesias seguir con su actividad religiosa sólo si mantenían sus puertas abiertas al público por la tarde para que se realizasen reuniones políticas. Esto hizo de las iglesias el principal centro político participativo de la Comuna. Otra legislación proyectada trataba de reformas educativas que permitirían que la educación y la práctica técnica fueran disponibles para todo el mundo.
La Comuna adoptó durante su breve existencia el anteriormente descartado Calendario de la I República Francesa, así como la bandera roja en vez de la tricolor.
La carga de trabajo fue facilitada por varios factores, aunque se esperaba de los miembros del Consejo (que no eran «representantes» sino «delegados» y podían ser inmediatamente cambiados por sus electores) que realizasen algunas funciones ejecutivas aparte de las legislativas. Las numerosas organizaciones ad hoc establecidas durante el asedio en los barrios («quartiers») para satisfacer las necesidades sociales (cantinas, estaciones de primeros auxilios, etc.) continuaron creciendo y cooperando con la Comuna.
Al mismo tiempo, estas asambleas locales perseguían sus propias metas, normalmente bajo la dirección de trabajadores locales. A pesar del reformismo formal del Consejo de la Comuna en su conjunto, la actuación comunal era mucho más revolucionaria. Las tendencias revolucionarias predominantes incluían anarquistas, blanquistas, jacobinos e independientes. Adam Gopnik argumenta que "aquello que unía al frente comunero no era una teoría económica, ni siquiera el socialismo; era el anti-clericalismo. (...) Había muy pocos en el bando versallés que se hubieran reconocido como ateístas." La Comuna de París ha sido celebrada por anarquistas y socialistas marxistas continuamente hasta la actualidad, en parte debido a la variedad de tendencias, el alto grado de control por parte de los trabajadores y la notable cooperación entre los diferentes bandos revolucionarios. 
En el IIIe arrondissement, por ejemplo, se proporcionó material escolar gratuitamente, tres escuelas se transformaron en entidades laicas y se estableció un orfanato. En el XXe arrondissement, se proporcionó a los escolares ropa y comida gratuita. Existieron muchos casos más de este tipo. Pero un ingrediente vital en el relativo éxito de la Comuna en su etapa fue la iniciativa mostrada por trabajadores sencillos en el dominio público, que se las arreglaron para tomar las responsabilidades de los administradores y especialistas que habían sido evacuados por Thiers.
Friedrich Engels, el más cercano colaborador de Marx, mantendría después que la ausencia de un ejército fijo, las políticas autónomas de los «quartiers» y otras características tuvieron como consecuencia que la Comuna no fuese como un Estado en el sentido represivo del término: era una forma de transición en dirección a la abolición del Estado como tal. Su posible evolución futura, sin embargo, fue una cuestión teórica: después de solo una semana la comuna fue atacada por el ejército (que incluía antiguos prisioneros de guerra liberados por los prusianos) creado rápidamente en Versalles.

## "Semana Sangrienta"

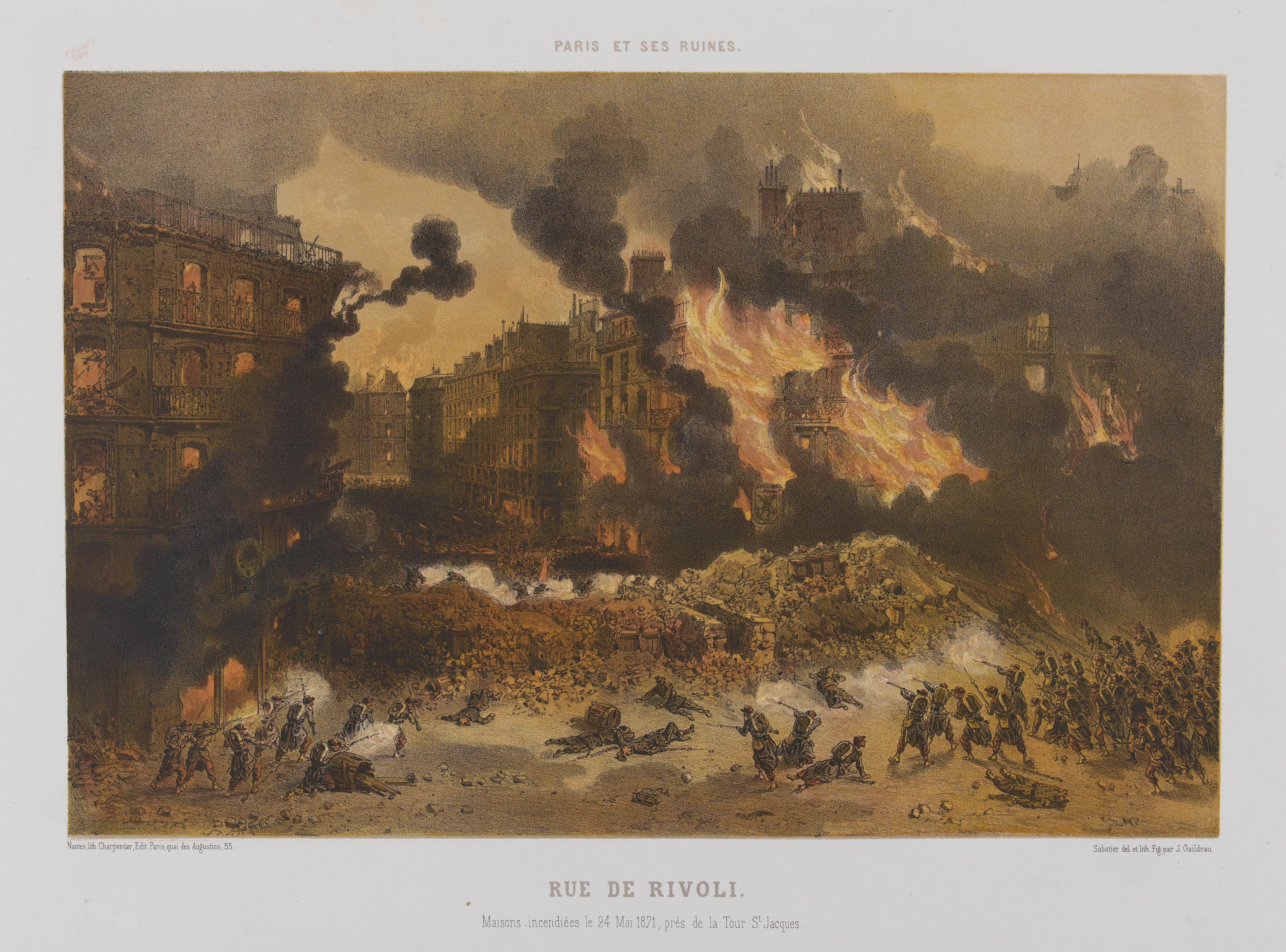
Soldados del ejército de Versalles atacando una barricada en la rue de Rivoli el 24 de mayo de 1871.

La Comuna fue asaltada desde el 2 de abril por las fuerzas del gobierno del ejército de Versalles y la ciudad fue bombardeada de manera constante. La ventaja del gobierno era tal que desde mediados de abril negaron la posibilidad de negociaciones.

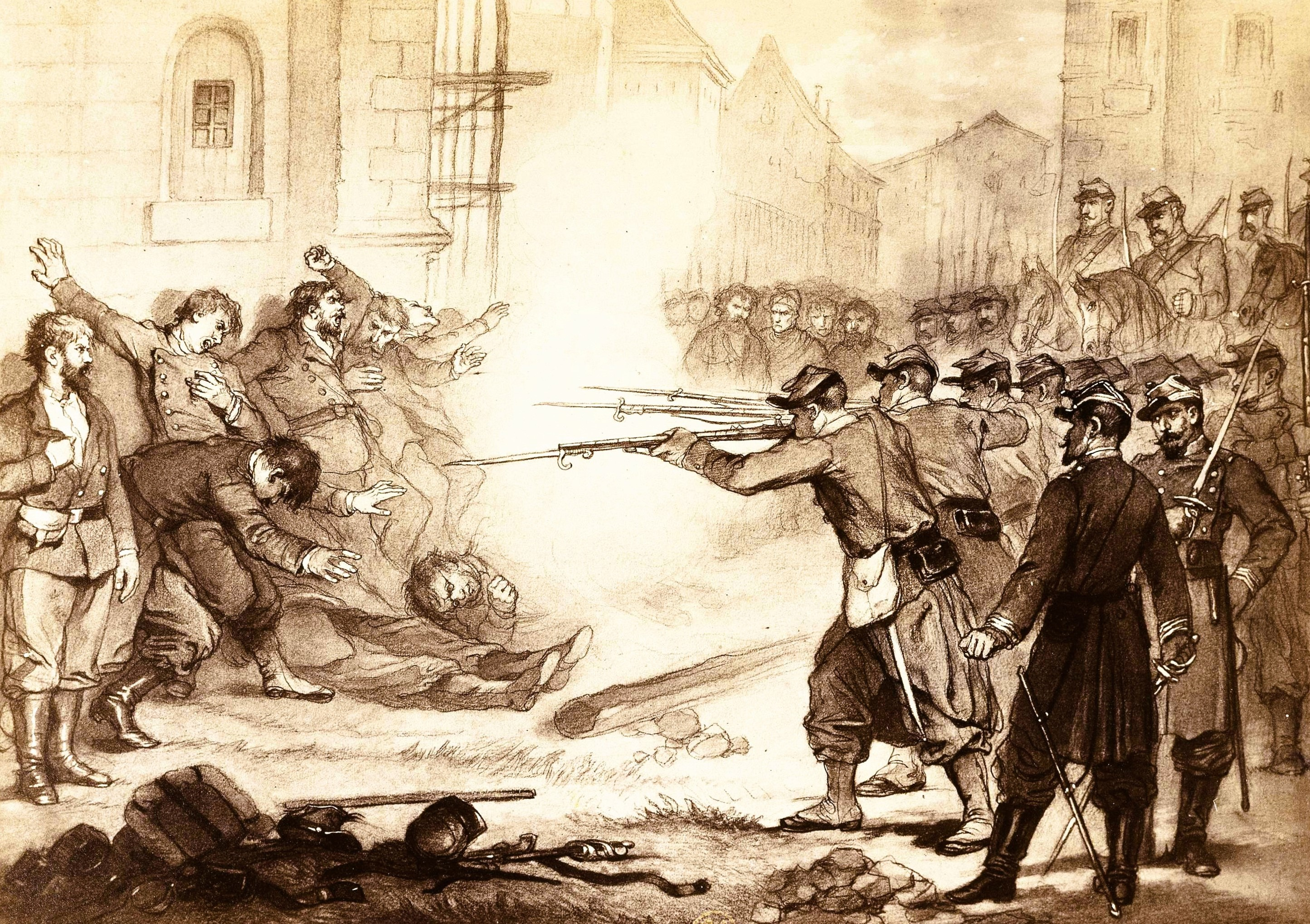
Ejecución de comuneros parisinos por las tropas de Versalles.

La zona exterior de Courbevoie fue capturada, y un intento tardío de las fuerzas de la Comuna para marchar sobre Versalles fracasó ignominiosamente. La defensa y la supervivencia se transformaron en las principales consideraciones. Las mujeres de la clase trabajadora de París formaban parte de la Guardia Nacional e incluso formaron su propio batallón, con el que más tarde pelearon para defender el Palacio Blanche, pieza fundamental para Montmartre.
Una gran ayuda también vino desde la comunidad extranjera de refugiados y exiliados políticos en París: uno de ellos, el polaco exoficial y nacionalista Jaroslaw Dombrowski, se convirtió en general destacado de la Comuna. El Concilio estaba influenciado por el internacionalismo, por lo que la Columna Vendôme, que celebraba las victorias de Napoleón I y era considerada por la Comuna como un monumento al chovinismo, fue derribada.
En el extranjero, había reuniones y mensajes de buena voluntad enviados por sindicatos y organizaciones socialistas, incluyendo algunos en Alemania. Pero las esperanzas de obtener ayuda concreta de otras ciudades de Francia fueron pronto abandonadas. Thiers y sus ministros en Versalles se las arreglaron para evitar que saliera de París casi toda la información; y en los sectores provinciales y rurales de Francia había siempre existido una actitud escéptica hacia las actividades de la metrópolis. Los movimientos en Narbonne, Limoges y Marsella fueron rápidamente aplastados.

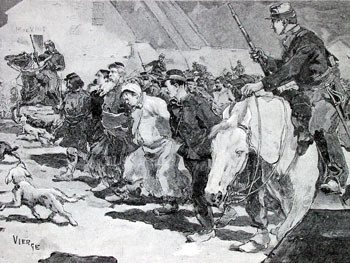
Prisioneros procedentes de la comuna siendo trasladados a Versalles (extraído de una revista moderna).

Mientras la situación se deterioraba, una sección del Concilio ganó una votación (a la que se oponía Eugène Varlin —un corresponsal de Marx— y otros moderados) para crear un «Comité de Salvación Pública», modelado a imagen del órgano jacobino del mismo nombre formado en 1792. Sus poderes eran extensos. Pero ya casi había pasado la hora en la que una autoridad central fuerte podía haber ayudado.
El 21 de mayo fue forzada una puerta en la parte occidental de las murallas de París y comenzó la reconquista de la ciudad por parte de las tropas de Versalles, primero ocupando los prósperos distritos occidentales, donde fueron bien recibidos por los vecinos que no habían dejado París tras el armisticio.
Las fuertes lealtades locales que habían sido una característica positiva de la Comuna se convirtieron en una cierta desventaja: en lugar de una defensa planeada globalmente, cada barrio luchó por su supervivencia y fue derrotado cuando llegó su turno. Las redes de calles estrechas que hicieron inexpugnables distritos enteros en revoluciones anteriores habían sido en gran parte reemplazadas con anchos bulevares. Los de Versalles disfrutaban de un mando central y disponían de artillería moderna.

### Destrucción de patrimonio histórico-artístico

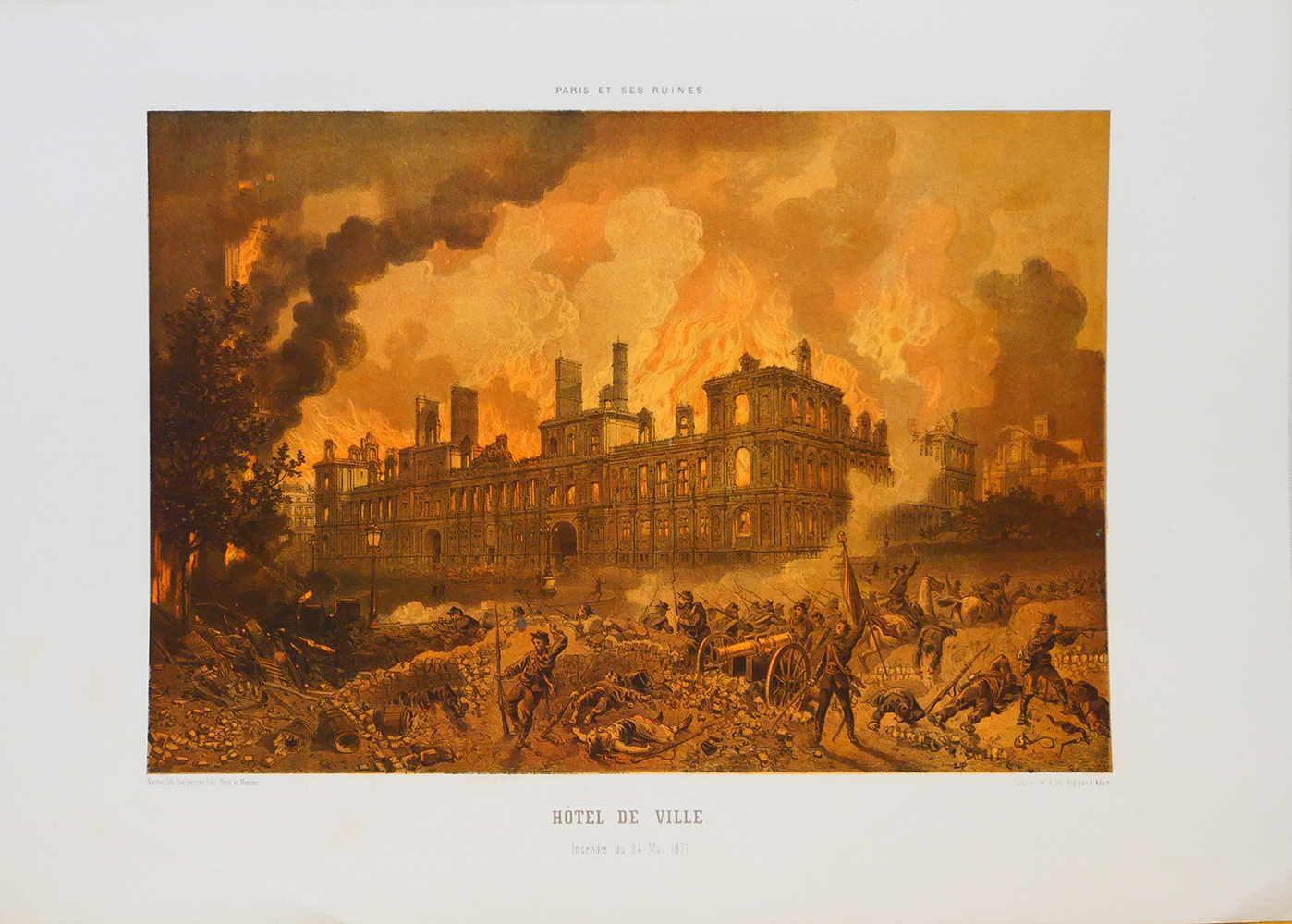
El Ayuntamiento quemado el 24 de mayo de 1871 por los comuneros para frenar el avance de las tropas de Versalles.

Durante la Semana Sangrienta, para frenar el avance del ejército de Versalles, los insurgentes incendiaron varios edificios. Los hombres liderados por Paul Brunel, uno de los primeros líderes de la Comuna, tomaron bidones de petróleo y prendieron fuego a los edificios cerca de la Rue Royale y la Rue du Faubourg Saint-Honoré. Siguiendo el ejemplo programado por Brunel, otros comuneros incendiaron docenas de inmuebles en la calle Saint-Florentin, Rue de Rivoli, calle de Bac, calle de Lille, y otras calles. Son los pétroleurs, llamados así por llevar consigo cubos de petróleo.

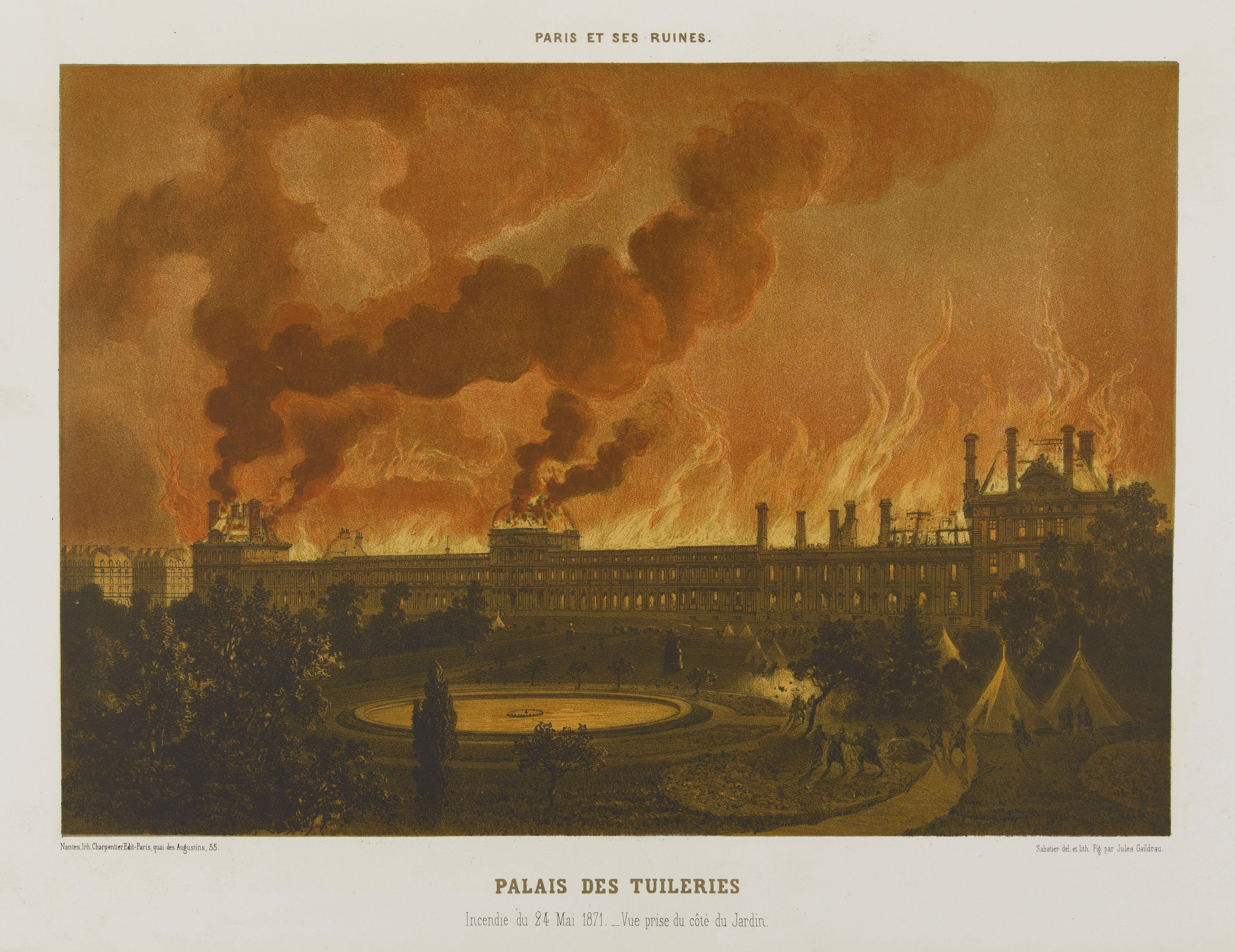
Incendio provocado por miembros de la Comuna el 24 de mayo en el Palacio de las Tullerías. Litografía de Léon Sabatier y Albert Adam publicada en 1873.

El Palacio de las Tullerías, que había sido la residencia de la mayoría de los monarcas de Francia desde Enrique IV hasta Napoleón III, fue defendido por un destacamento de unos trescientos soldados de la Guardia Nacional con treinta cañones dispuestos en el jardín. Habían sido partícipes en un duelo de artillería contra el ejército gubernamental. Alrededor de las siete de la tarde, el comandante del destacamento de la Comuna, Jules Bergeret, dio orden de quemar el palacio. Las paredes, suelos, cortinas y molduras fueron rociados con petróleo y aguarrás, y se colocaron barriles de pólvora al pie de la gran escalinata y en el patio, después se iniciaron los incendios. El fuego permaneció activo durante 48 horas y arrasó el palacio, excepto el ala situada más al sur, el Pavillon de Flore. Bergeret envió un mensaje al edificio del ayuntamiento: "Los últimos vestigios de la realeza acaban de desaparecer. Deseo que lo mismo ocurra a todos los monumentos de París."
La biblioteca Richelieu del Louvre, conectada a las Tullerías, fue igualmente incendiada y completamente destruida. El resto del Louvre se salvó por los esfuerzos de los curadores del museo y las brigadas de bomberos. Más tarde defensores de la Comuna declararon que los fuegos habían sido causados por la artillería del ejército francés.
Además de edificios públicos, la Guardia Nacional también quemó las casas de algunas personas asociadas con el régimen de Napoléon III, tales como la vivienda del dramaturgo Prosper Mérimée, autor de la novela Carmen, y cuyos libros, objetos de recuerdo, correspondencia y manuscritos quedaron reducidos a cenizas.

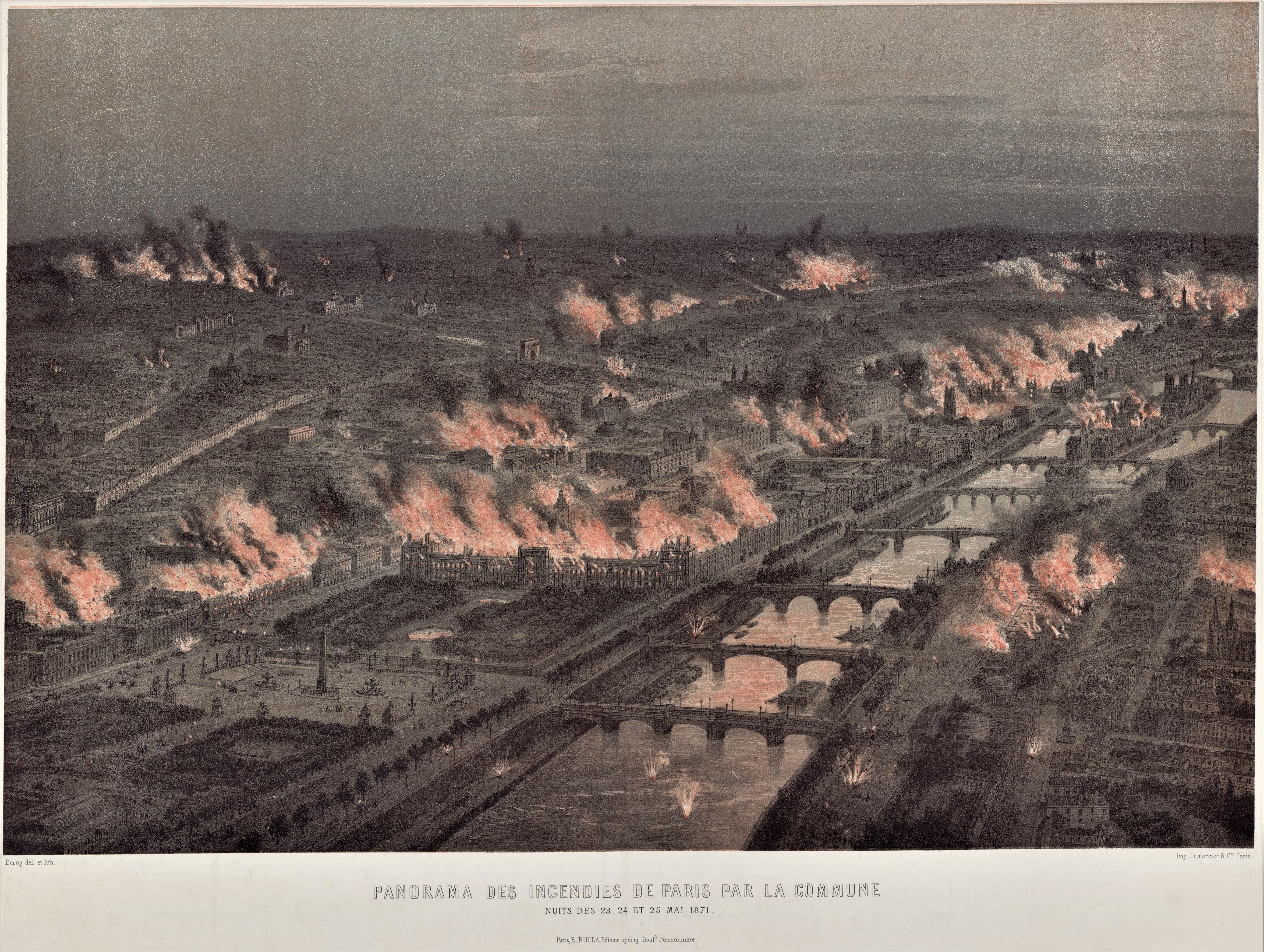
Incendios provocados por la Comuna durante la noche del 23 al 24 de mayo.

La destrucción generalizada en París de edificios simbólicos del Estado es atribuible tanto a la dureza de los combates como, sobre todo en el caso de los días 23 y el 24 de mayo, a los incendios provocados por los grupos de la Comuna. La columna de la Plaza Vendôme, coronada por una estatua de Napoleón, fue derribada y demolida el 16 de mayo.
La destrucción y quema de inmuebles civiles (Rue Royale, de Lille, de Rivoli, Bulevar Voltaire, Plaza de la Bastilla, etc.), están relacionados con los combates a pie de calle y con el fuego de artillería tanto del gobierno francés como de la Comuna. Algunos incendios fueron también provocados por razones tácticas, para contrarrestar el avance del ejército gubernamental versallés.
Importantes edificios fueron pasto de las llamas: 
- El Palacio de las Tullerías, símbolo del poder imperial de Napoleón III (quemado por orden del general Bergeret[35]),
- La Biblioteca imperial del Louvre,
- El palacio de Justicia,[41] destruido por orden del comunero Théophile Ferré (aunque la Sainte Chapelle, que había sido cubierta con petróleo, escapó del incendio[42]),
- El palacio de Orsay[43] (donde tuvieron su sede el Consejo de Estado de Francia y el Tribunal de Cuentas, y cuyo emplazamiento actual ocupa el Museo de Orsay),
- El palacio de la Legión de Honor,
- El  Palacio Real (el ala derecha y una parte del edificio central),
- La Caisse des dépôts et consignations,
- La Estación de París-Lyon.

El ministerio de finanzas fue igualmente destruido por un incendio el 22 de mayo. Fuentes contemporáneas a los hechos argumentaron que el fuego fue provocado por los proyectiles de artillería del ejército del gobierno francés, que tenía por objetivo la barricada de la Comuna en la esquina de la calle Saint-Florentin.
La cronología de esta destrucción sigue precisamente la reconquista de París por las tropas del gobierno francés de Versalles: el 22 de mayo, el ministerio de finanzas; la noche del 23 al 24, las Tullerías, el Palacio de Orsay y el hotel de Salm; el 24 el Palacio Real, el Louvre, el Ayuntamiento y el palacio de Justicia; el 25, los Graneros de reserva; el 26, los almacenes de la Villete y la columna de la Bastilla; el 27, Belleville y el cementerio de Père-Lachaise.

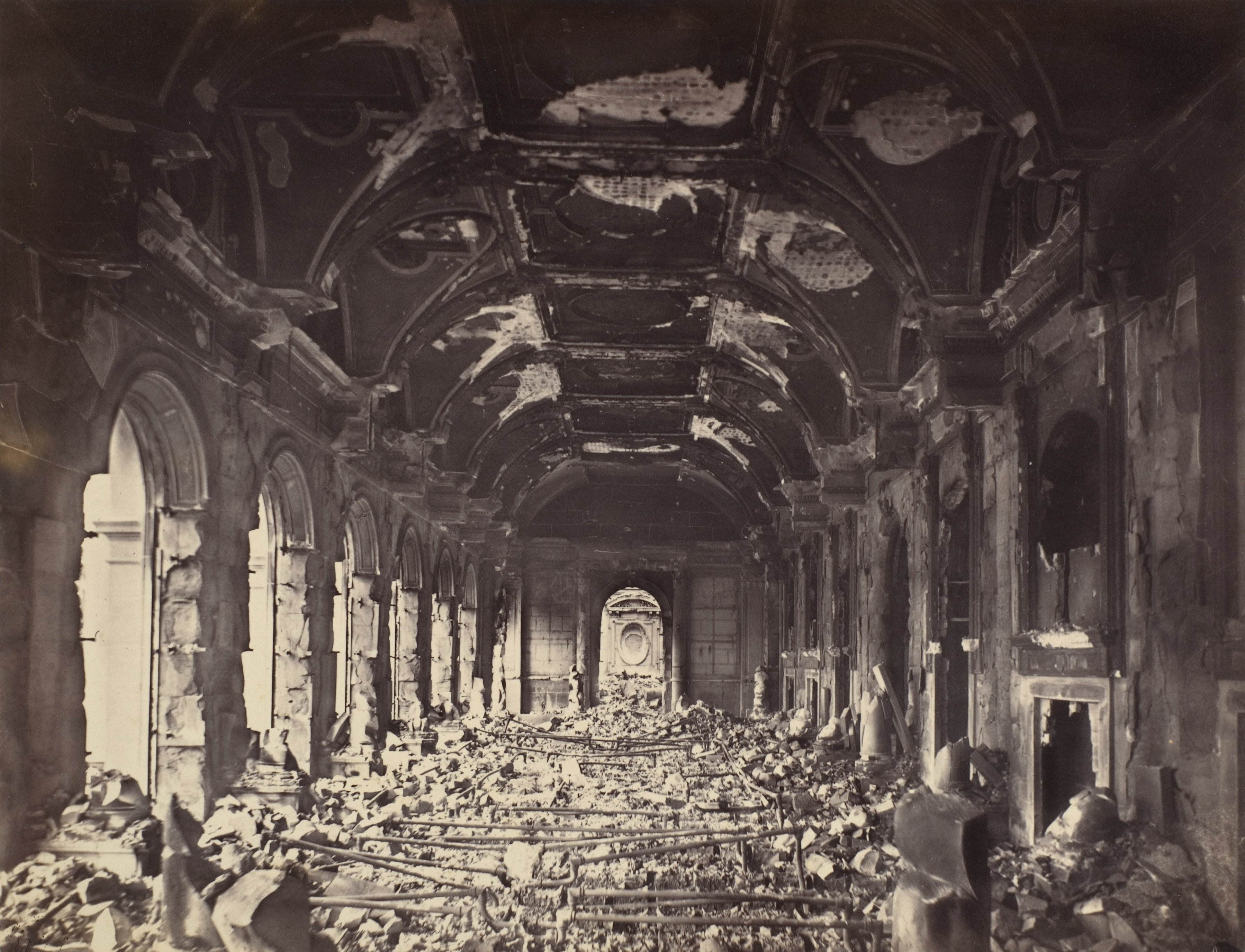
Una de las salas calcinadas del Palacio de Orsay, fotografía de Charles Soulier.
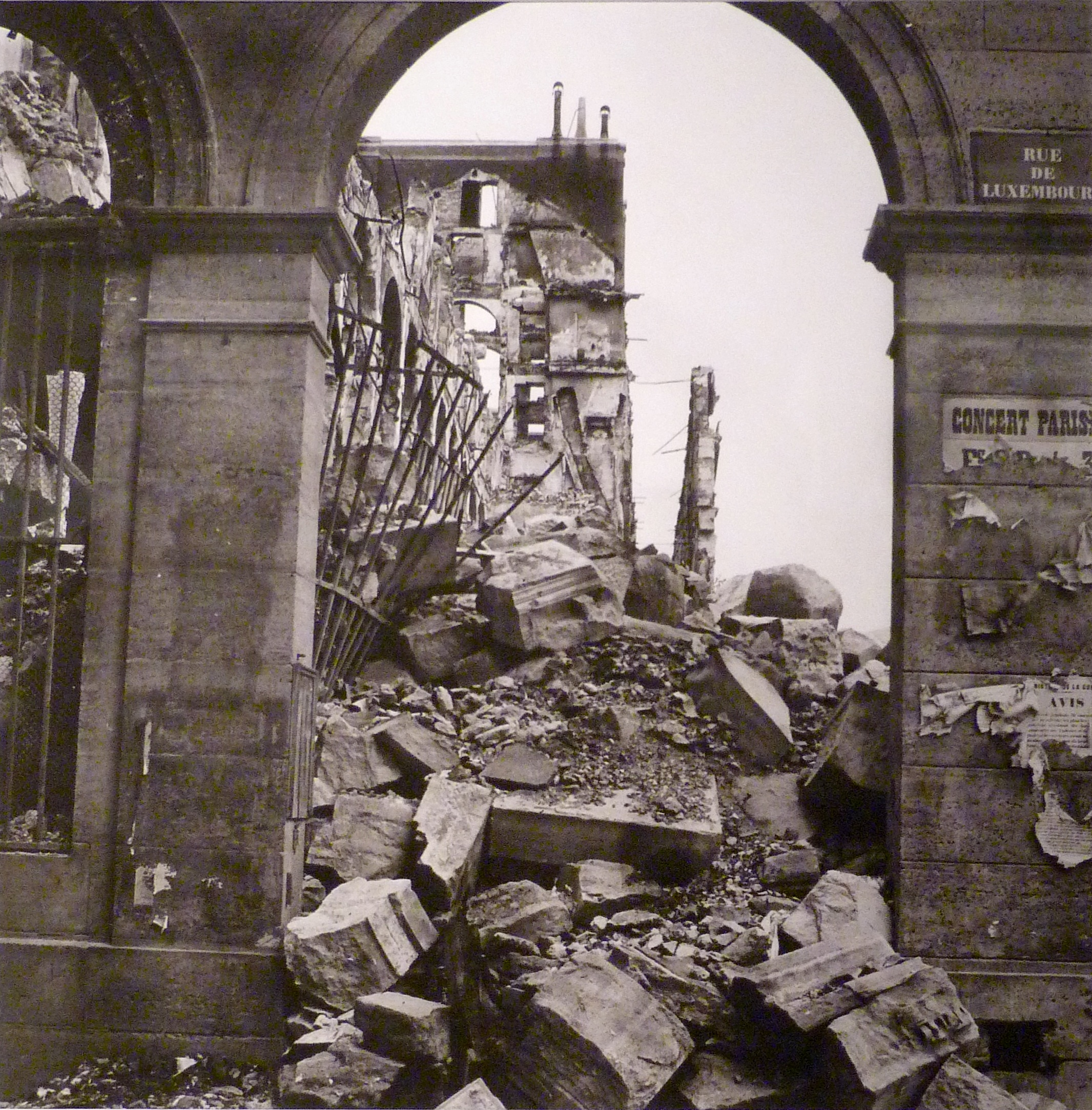
Ministerio de finanzas, rue de Rivoli.
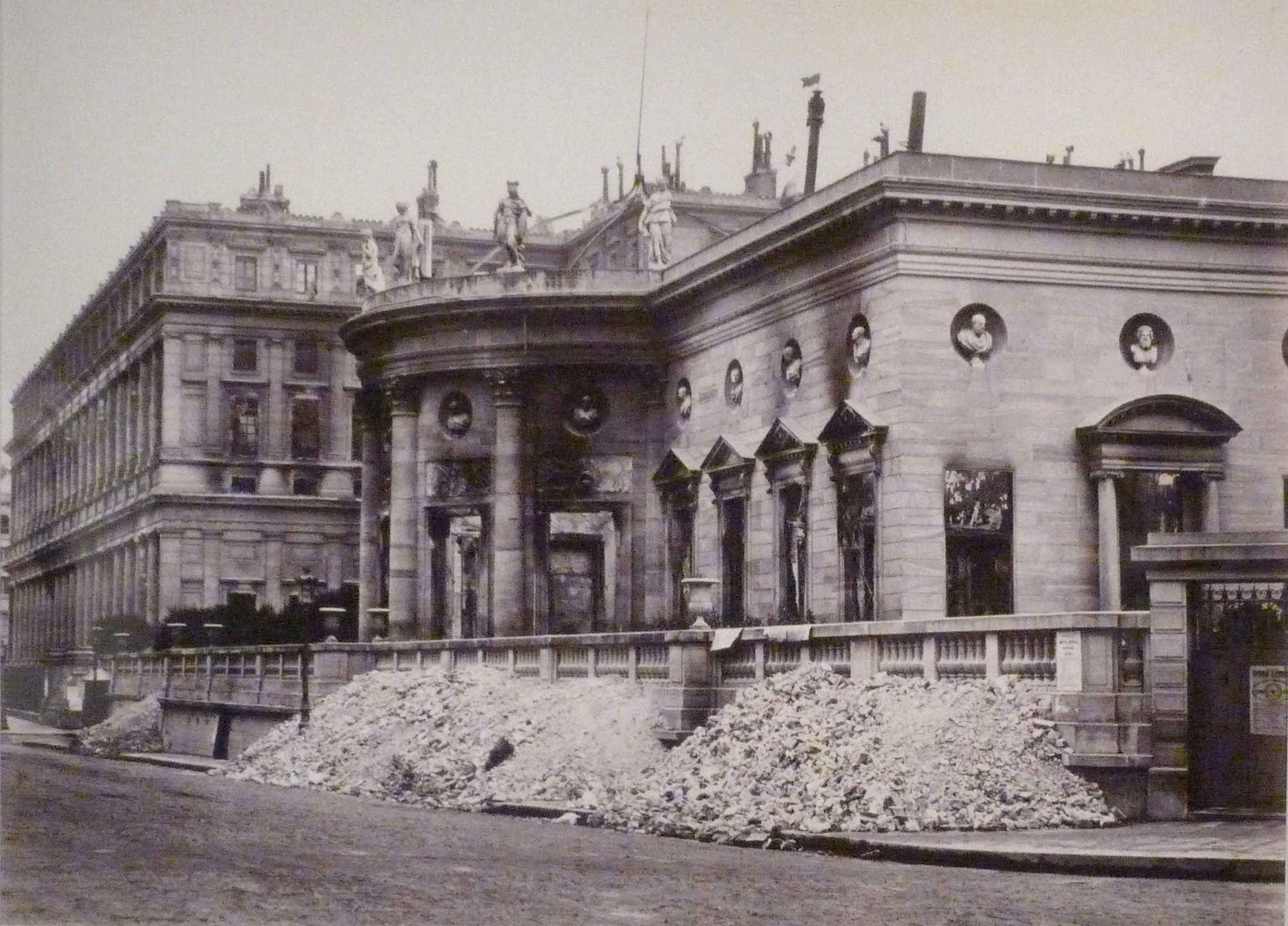
Palacio de la Legión de Honor.
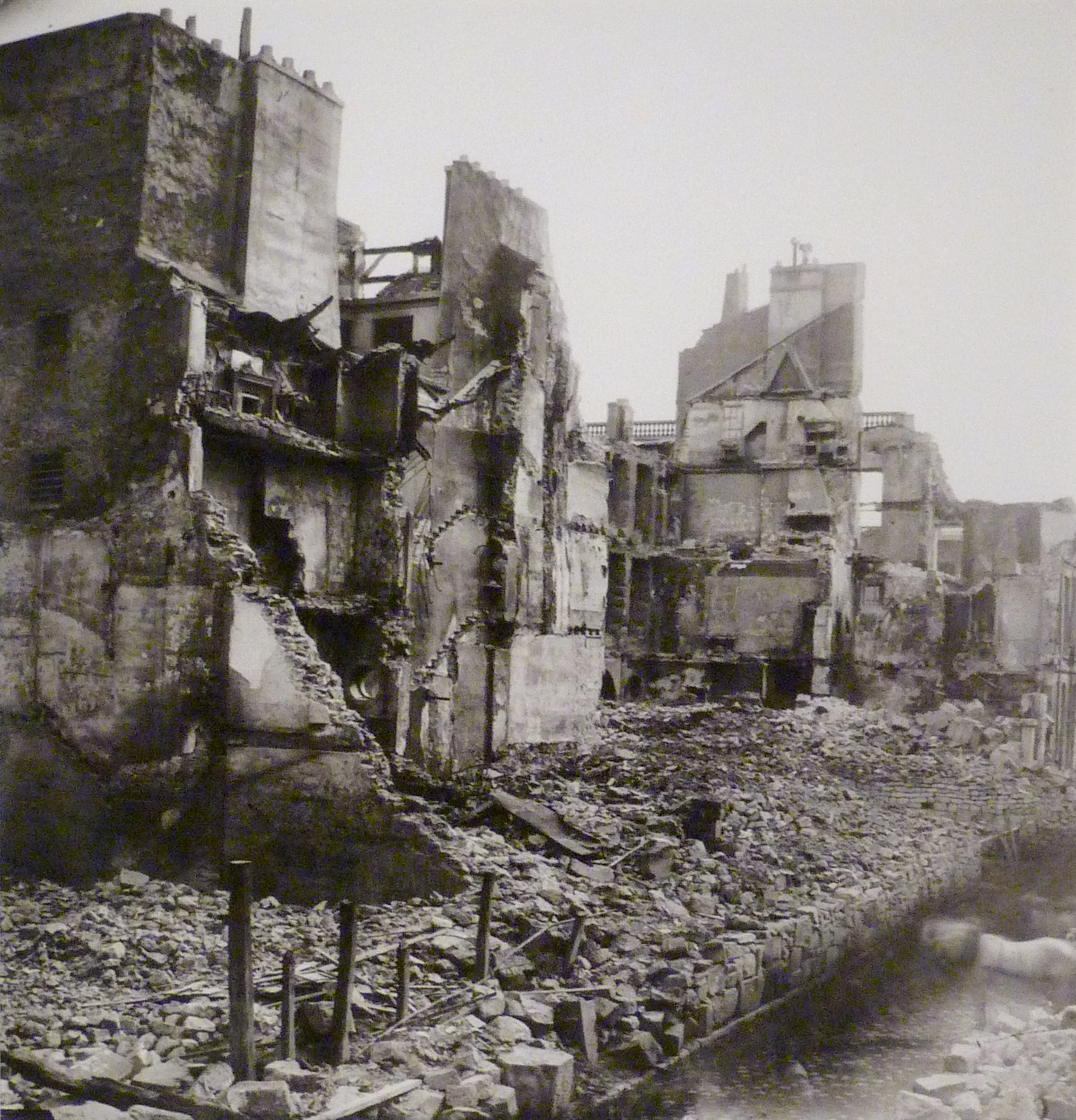
Rue de Lille.
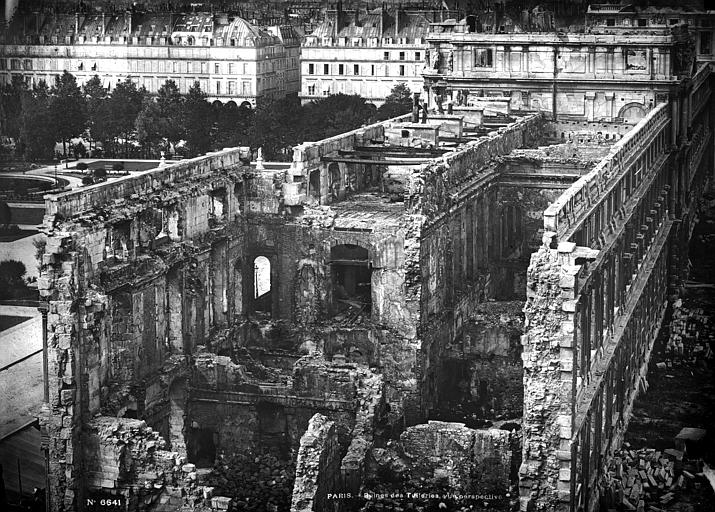
Ruinas del Palacio de las Tullerías.
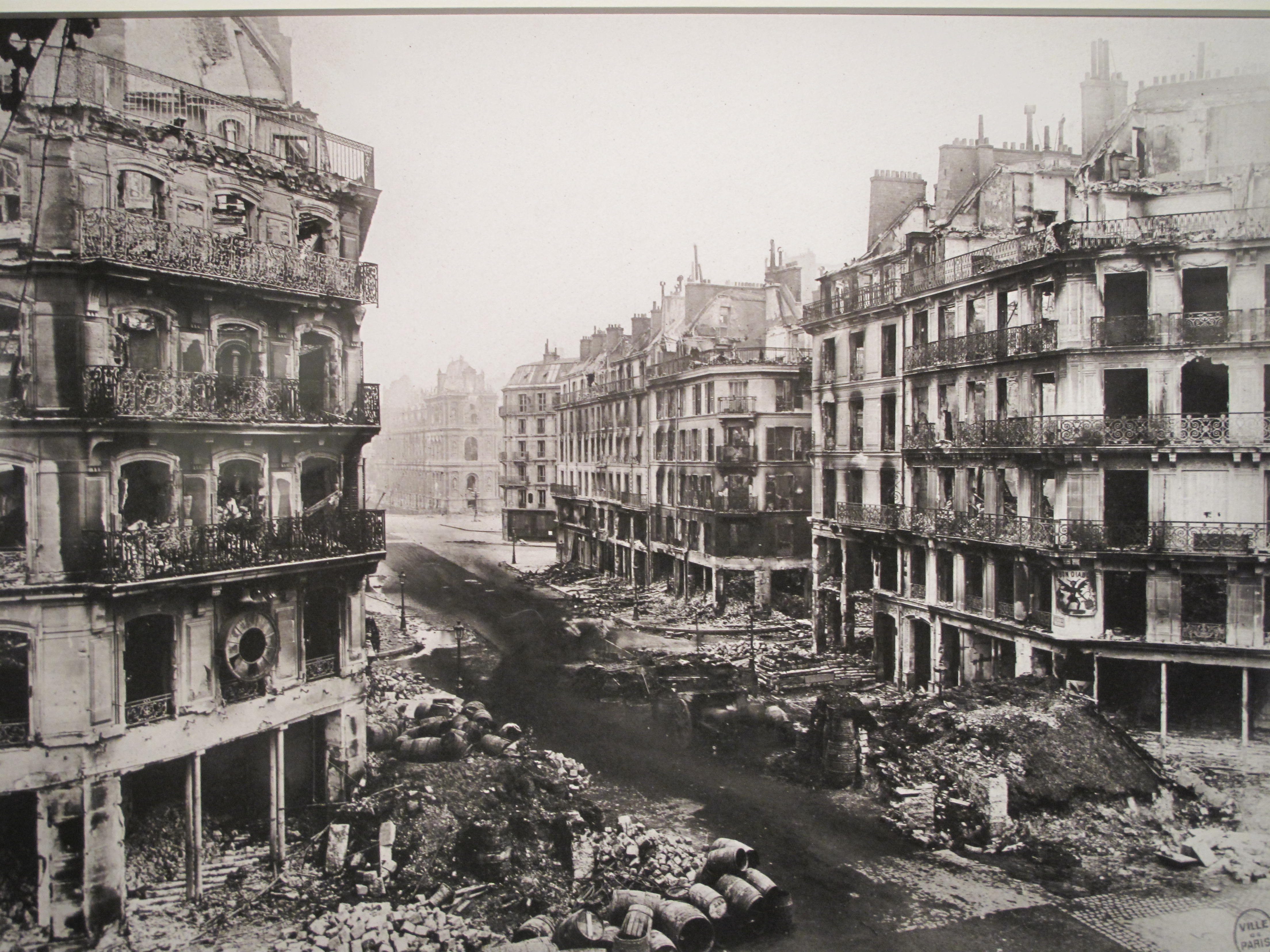
Rue de Rivoli.
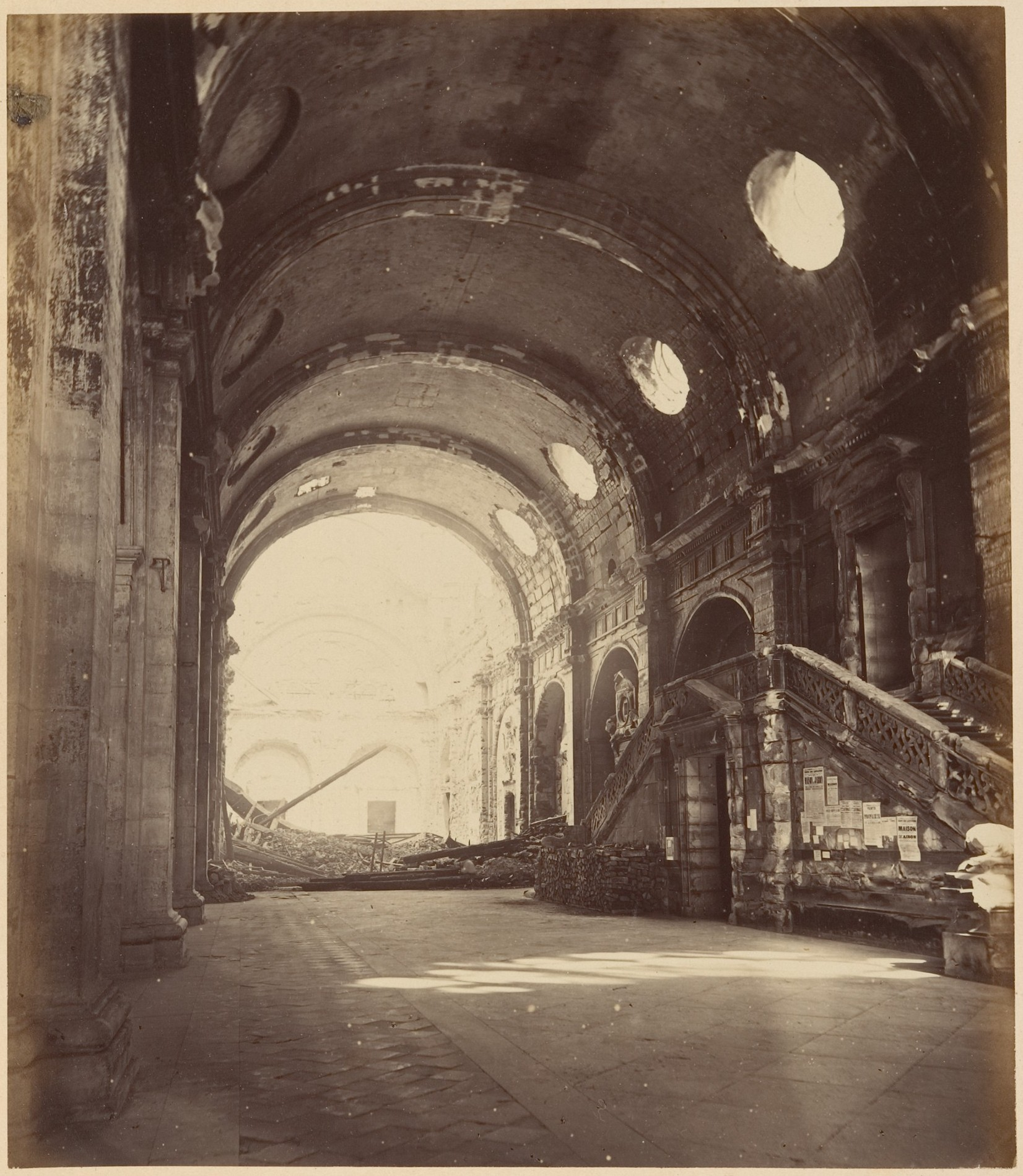
Sala de los pasos perdidos del Palacio de Justicia (antiguo Palais de la Cité).
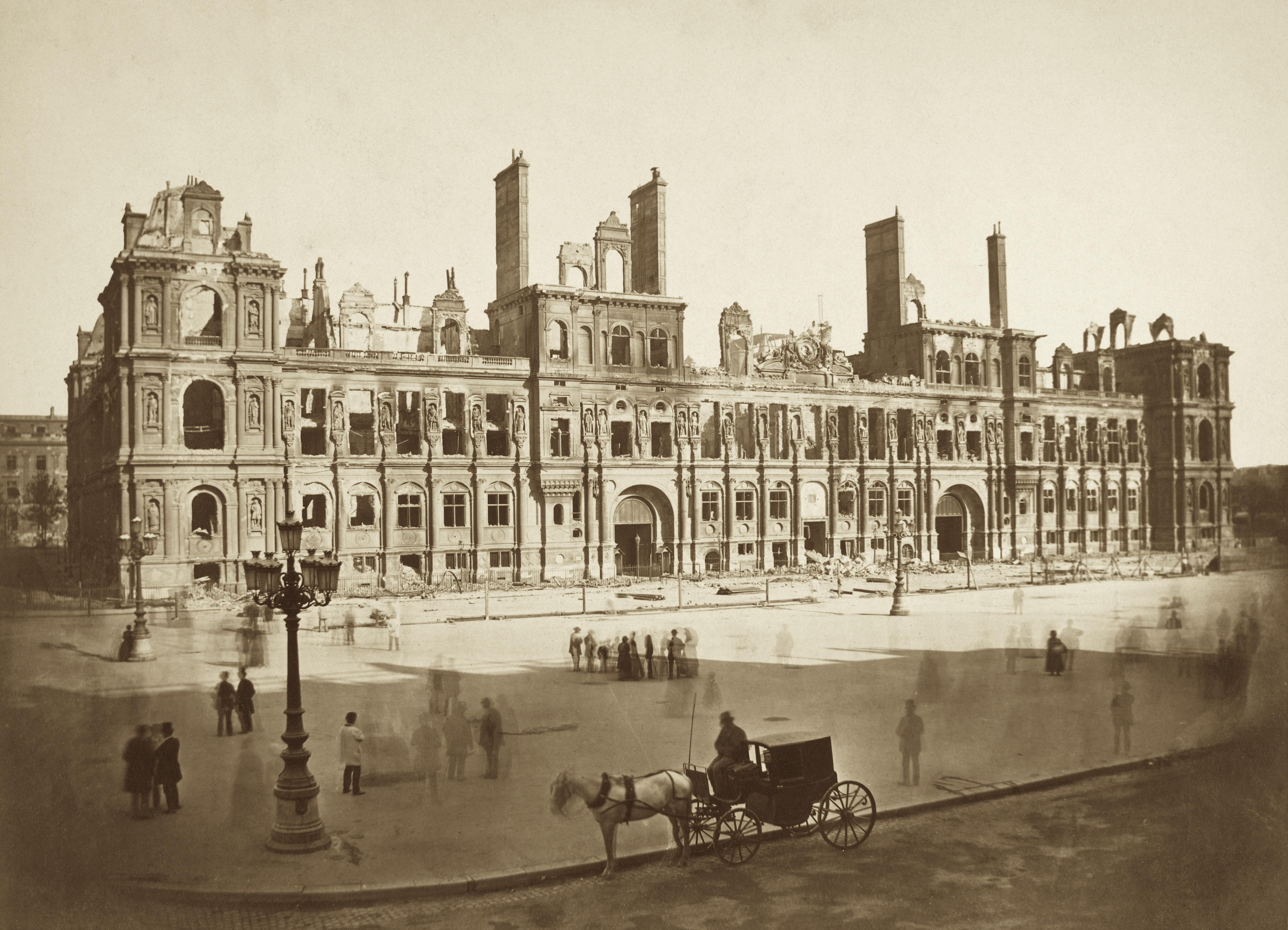
Las ruinas del Ayuntamiento de París, sede de la Comuna, incendiado por la Guardia Nacional el 24 de mayo y reconstruido posteriormente.
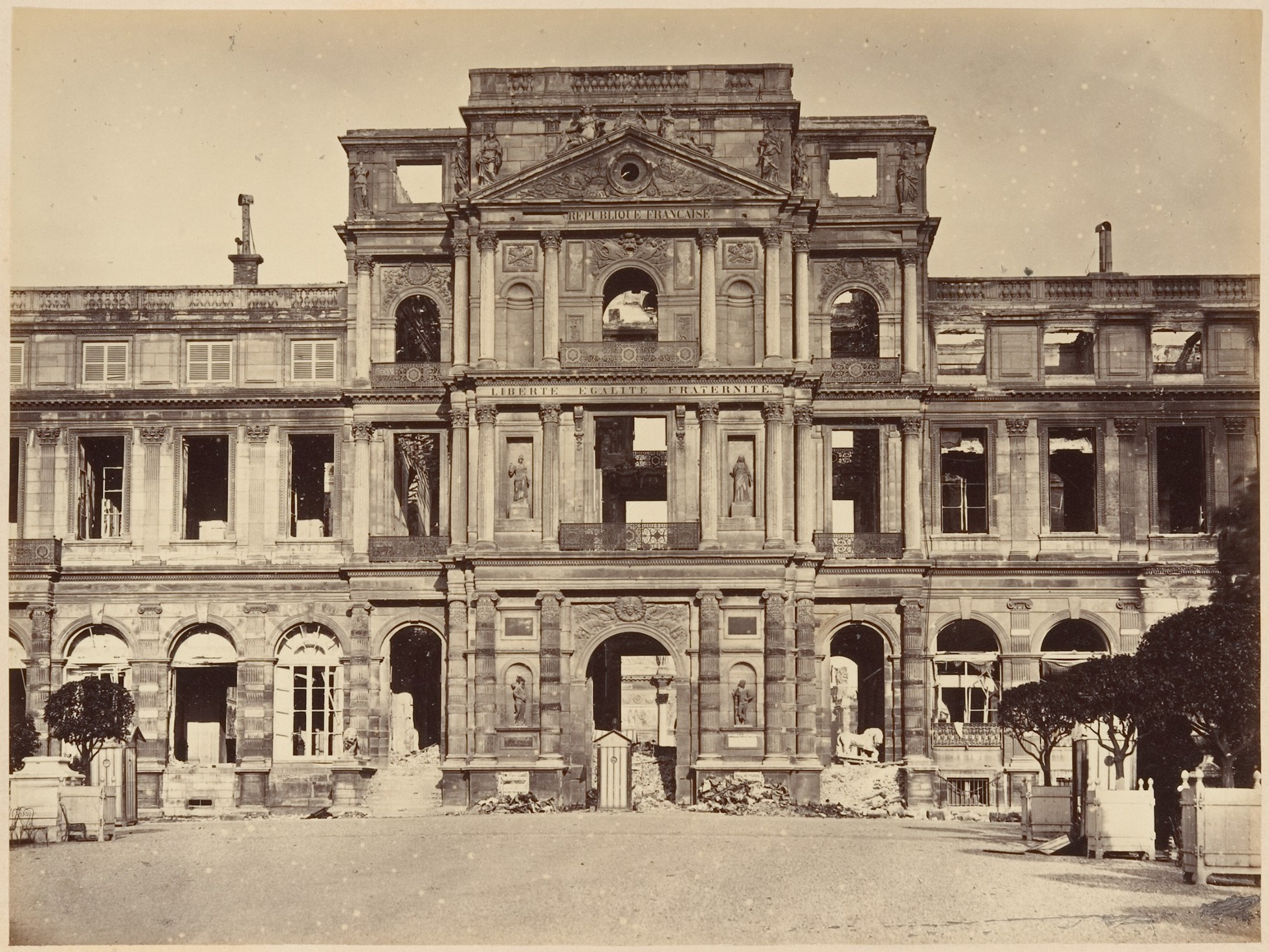
Ruinas del Palacio de las Tullerías, incendiado por los comuneros el 23-24 de mayo.
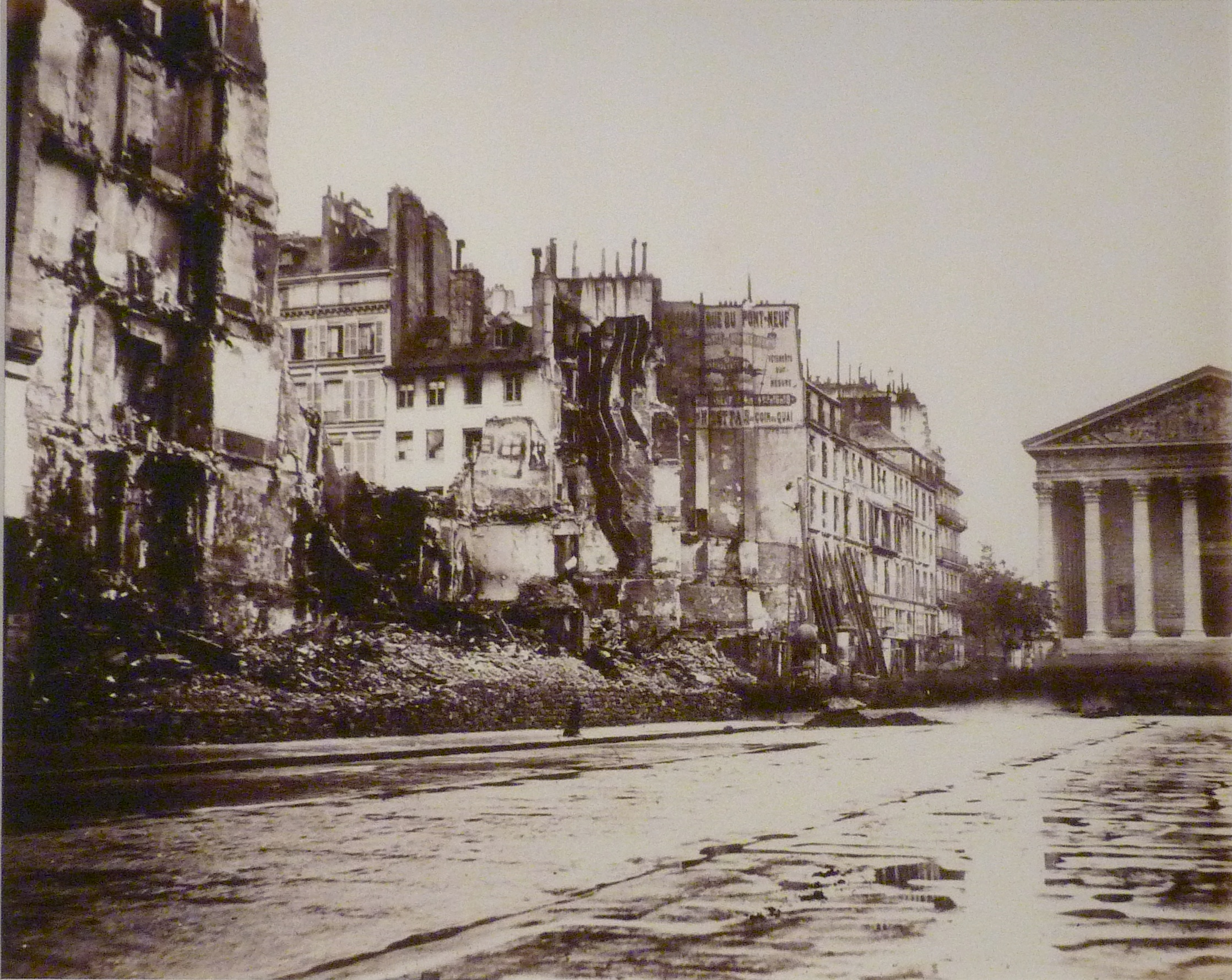
Rue Royale

El Ayuntamiento de París fue quemado por los comuneros el 24 de mayo de 1871,  salvándose únicamente los árboles del jardín. La biblioteca del Ayuntamiento y la totalidad de los archivos de París fueron igualmente destruidos, al igual que todo el registro civil parisino (una copia existía en el palacio de Justicia, y la otra en el Ayuntamiento, y ambas fueron presa de las llamas); solo un tercio de los 8 millones de actas destruidas pudieron ser recuperadas. La anarquista Louise Michel pronunció el 17 de mayo la siguiente frase: «¡París será nuestro o no existirá jamás!». Este hecho irreparable hace difíciles e incompletas las investigaciones históricas y genealógicas en París.
Gran parte de los archivos de la policía también sufrieron el incendio del palacio de Justicia. Algunas oficinas de la Prefectura de Policía estaban por aquel entonces radicadas en los edificios del palacio; la Conciergerie también se vio afectada. Los libros de contabilidad a su vez desaparecieron en el fuego del palacio de Orsay.
Otras riquezas culturales corrieron la misma suerte, como la casa de Jules Michelet. La Fábrica de los Gobelinos fue afectada un poco por el fuego, al igual que la Iglesia de San Eustaquio, el teatro Bataclan, los cuarteles de Reuilly, o el Teatro del Châtelet. También fue programada la quema de la Biblioteca del Arsenal, del Hôtel-Dieu y de Notre Dame. El fuego iniciado en la catedral fue extinguido por los internos del Hôtel-Dieu. En cambio, el Théâtre de la Ville se vio afectado en gran medida, y el Teatro de la Porte Saint-Martin y el teatro des Délassements-Comiques fueron completamente devastados por el fuego. El gobierno publicó a posteriori una lista de más de doscientos edificios afectados por las llamas.
Los Archivos Nacionales se salvaron por la iniciativa del comunero Louis-Guillaume Debock, teniente de la Guardia Nacional de Francia y director de la Imprenta nacional durante la Comuna, quien se opuso  in extremis  al incendio ordenado por otros comuneros.
El 24 de mayo el palacio del Louvre y sus colecciones escaparon del fuego gracias a la acción de Martian de Bernardy de Sigoyer, comandante del 26.º batallón de zapadores a pie (perteneciente a las fuerzas de Versalles), quien hizo intervenir a sus soldados para evitar que el fuego se propagara del palacio de las Tullerías al museo. Murió encabezando los combates al frente de su batallón. Su cuerpo fue encontrado perforado por balas el 26 de mayo por la mañana, entre el bulevar Beaumarchais y la calle Jean-Beausire.

### Participación de las mujeres

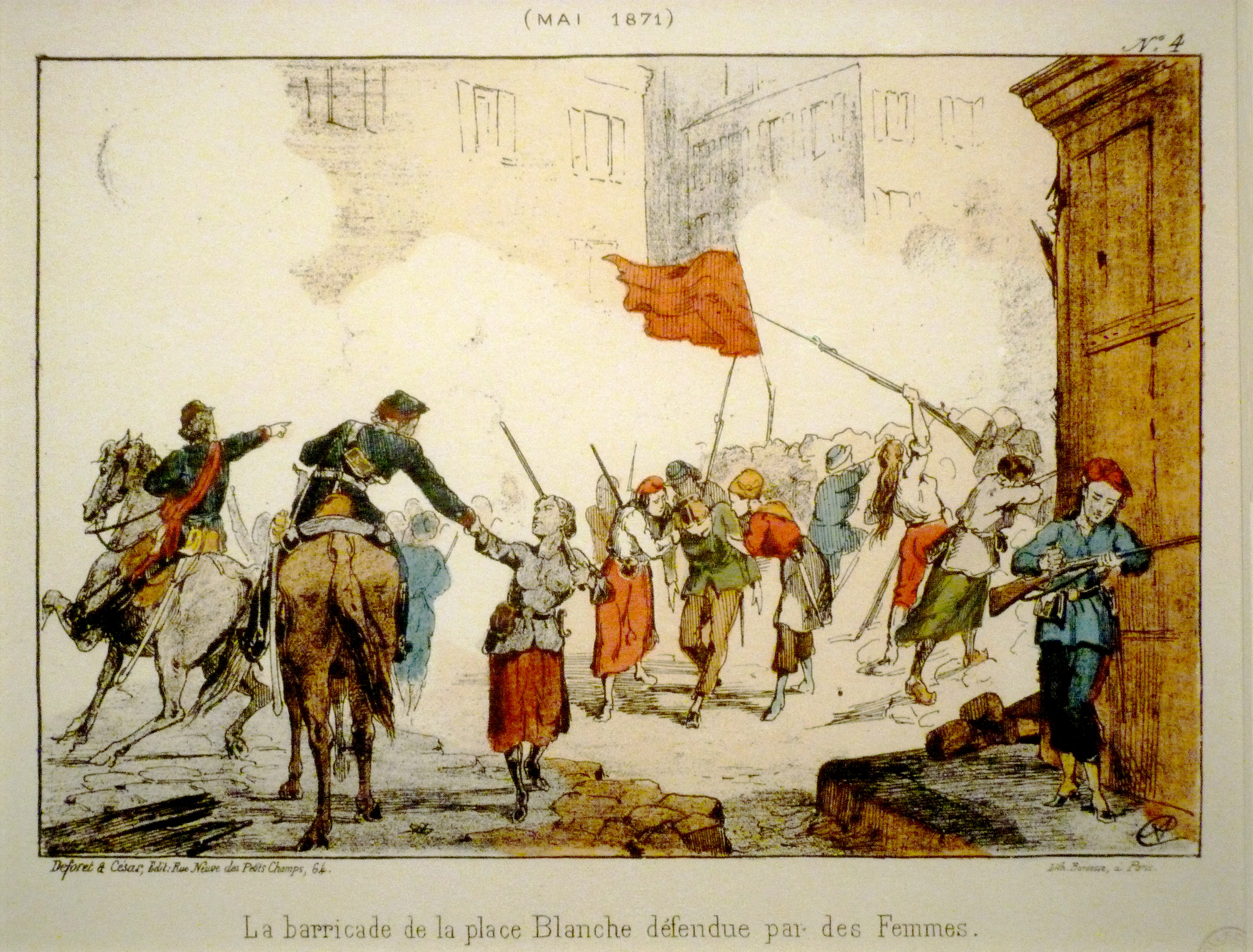
Barricada de la Plaza Blanche, defendida por mujeres, durante la Semana Sangrienta.

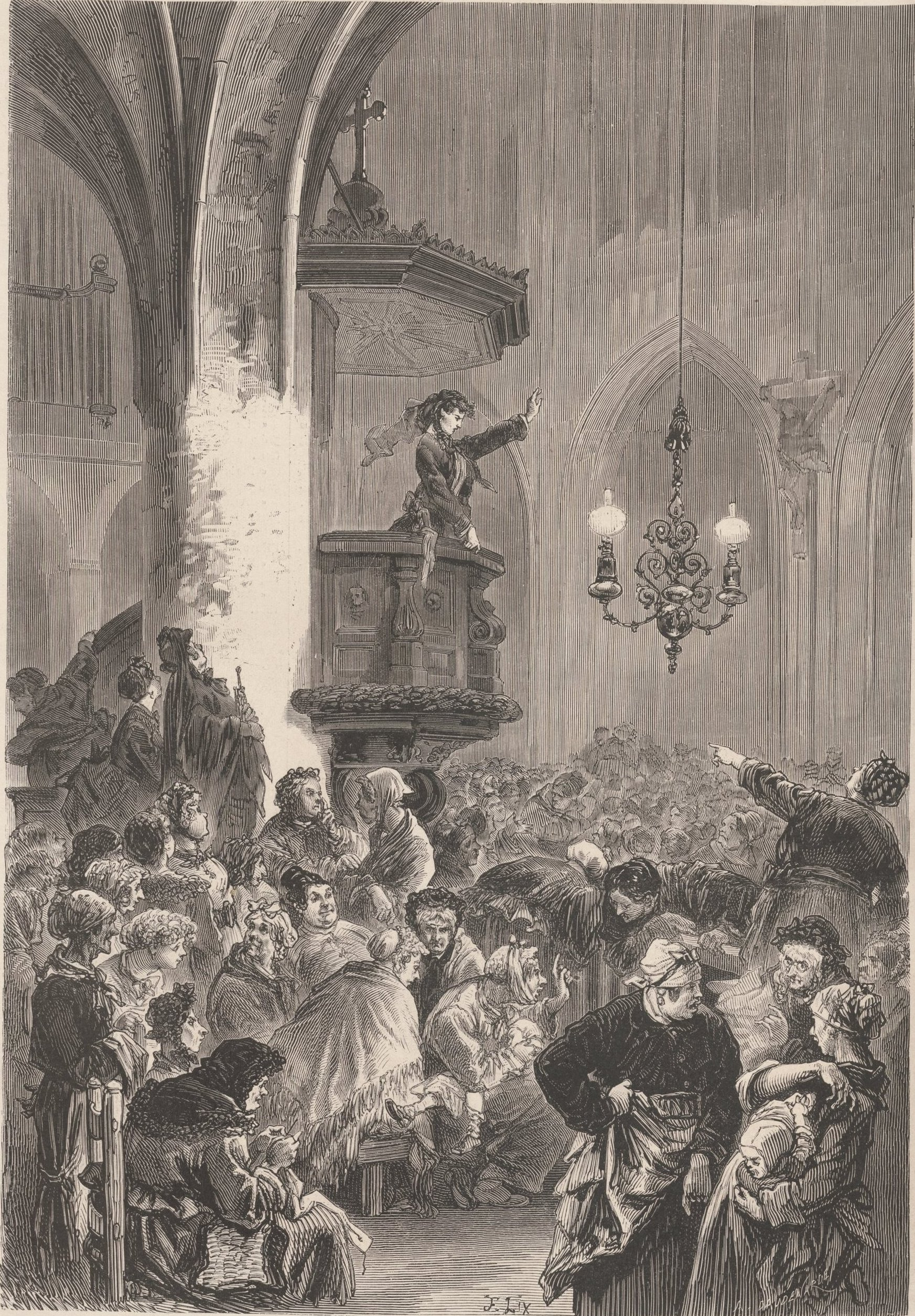
Una sesión del Club de Mujeres en la iglesia de Saint-Germain-l'Auxerois, por Frédéric Lix.

Fue bastante significativa la presencia de las mujeres durante este episodio del crispado París de 1871, por lo que se precisa de su mención para obtener un retrato verídico y completo sobre este episodio histórico. Se puede exponer que su participación ha permanecido oculta a lo largo del tiempo debido a la historiografía denominada como anticommunarde, la derivada de autores conservadores tendente a ofrecer un relato carente de objetividad y distorsionado de los hechos. Esta misma documentación solo desprestigiaba a las mujeres cuando incluía referencias a estas y dispensaba sobre las comuneras unas consideraciones sumamente envilecedoras. Sin embargo, lo cierto es que fue gracias a la intervención de las mujeres revolucionarias lo que logró mejoras para una dignificación del sexo femenino. De esta forma, las mujeres revolucionarias cooperaron en este acontecimiento actuando como enfermeras, sirviendo a la Guardia Nacional o levantando barricadas, pero también implicándose por la educación de las niñas del momento; fundando organizaciones femeninas que reivindicaban la actuación pública de las mujeres y el incremento de sus posibilidades para acceder al mercado laboral, donde es preciso mencionar nombres como el de Nathalie Lemel o Victoire Leódile Béra, participando en huelgas y debates, así como que a lo largo de su trayectoria fueron numerosas las mujeres que fundaron clubs políticos para dar voz a sus demandas, como fue el de Femmes Patriotes.
La Comuna concedió a las mujeres un espacio de actuación para hacer efectivas sus demandas, siendo capital su implicación para la democratización de la sociedad. El 2 de mayo de 1871 se declaró el manifiesto de la Union des Femmes que establecía que al igual que aspiraba a suprimir los privilegios y desigualdades, lo mismo se debía hacer con las reivindicaciones de todas las partes de la población, sin incurrir en realizar diferenciaciones por razón de sexo.
Louise Michel, escritora anarquista francesa, actuó fervientemente en este episodio francés. Ya fuera en su papel como profesora o como defensora en las barricadas, la activista logró que se les otorgara a las mujeres una mayor inclusión en la vida de aquel momento, animando perseverantemente a su intervención en el asunto. Incluso, se esgrime que fue la fuerza femenina la que impidió que la milicia dirigida por el político Adolphe Thiers desarmara París.

### Represión comunera
Los comuneros aprobaron conscientemente la represión mediante el decreto sobre rehenes del 6 de abril según el cual deberían ser arrestados todos los sospechosos contrarrevolucionarios y en el caso de ser considerados culpables, pasarían a la condición de “rehenes del pueblo de París”. En el mismo se dictamina que por cada comunero que fuera ejecutado por los versalleses se fusilaría a tres de estos rehenes como represalia. De este modo, el 23 de mayo los revolucionarios fusilan a cuatro rehenes, entre los que estaba el abogado y periodista Gustave Chaudey. El 24 a seis ocupantes de la prisión de la Roquette, el arzobispo de París, Georges Darboy, el presidente del comité de apelación, Louis Bernard Bonjean, al abad Gaspard Deguerry y a tres jesuitas más. El 25 fueron cinco dominicos y ocho civiles. El 26 son masacrados 50 rehenes en la calle de Haxo, 36 gendarmes, 10 religiosos y 4 civiles, y ya por último el arcediano de Notre Dame, Monseñor Sunat. En total, los revolucionarios asesinaron a un centenar de personas.

### Últimos enfrentamientos y represión versallesca

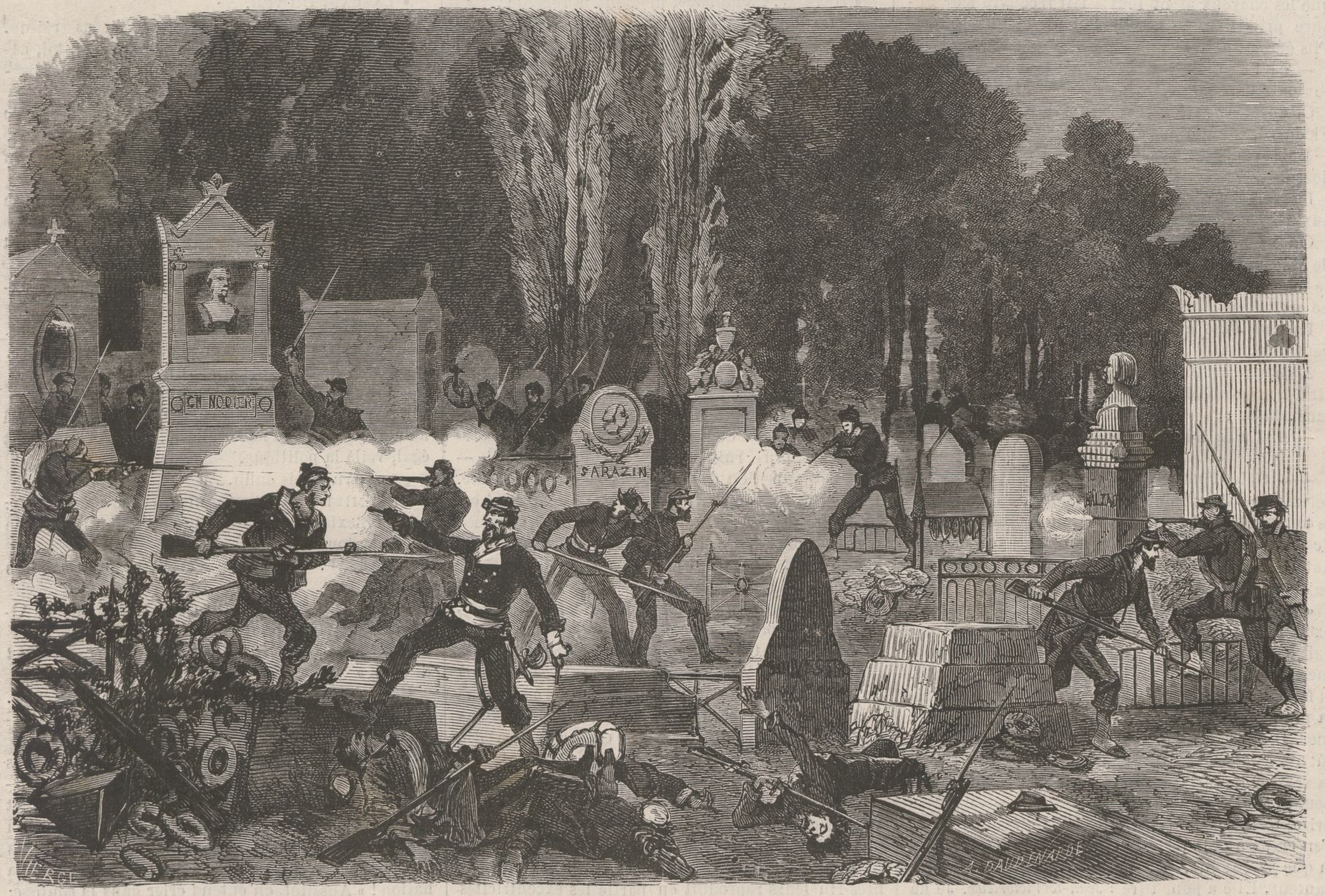
Represión de los últimos insurgentes en el cementerio del Père-Lachaise, el 27 de mayo a las 8 de la noche. Dibujo de Daniel Urrabieta Vierge, Le Monde Illustré.

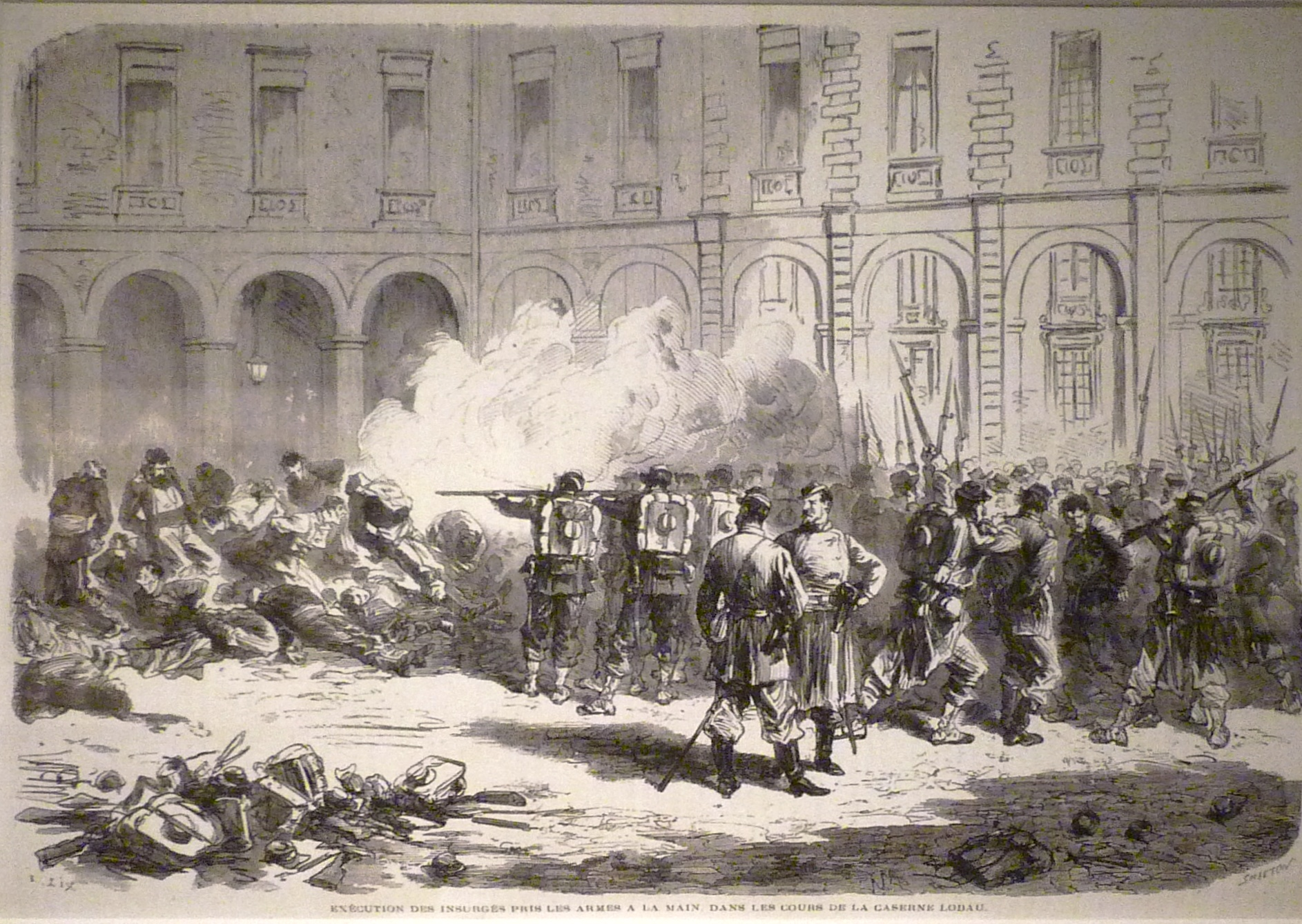
Ejecución masiva de comuneros capturados en los patios del cuartel de Lobau, cerca del Ayuntamiento.

La resistencia más acérrima llegó en los distritos de clase trabajadora del este, donde la lucha continuó durante ocho días de combates callejeros (La Semaine sanglante, la semana sangrienta). El 27 de mayo sólo quedaban unos pocos focos de resistencia, los más notables los de los más pobres distritos del este de Belleville y Ménilmontant.
Durante el asalto, las tropas del gobierno fueron responsables de la matanza de miles de ciudadanos desarmados: se disparó a los prisioneros que estaban fuera de control y convirtieron las ejecuciones múltiples en algo común. A las cuatro de la tarde del día siguiente cayó la última barricada, defendida ya por un solo hombre, en la rue Ramponeau de Belleville, y el mariscal MacMahon lanzó una proclama: «A los habitantes de París. El ejército francés ha venido a salvaros. ¡París está liberada! A las cuatro en punto nuestros soldados tomaron la última posición insurgente. Hoy se ha acabado la lucha. El orden, el trabajo y la seguridad volverán a nacer».
Las represalias se llevaron a cabo contra prácticamente toda la población. Se declaró un crimen haber apoyado a la Comuna en cualquier modo, de lo que se podía acusar —y se acusó— a miles de personas. Más de 20.000 parisinos, comuneros, fueron fusilados masivamente (de diez en diez) en lo que ahora se llama « El Muro de los Comuneros » en el Cementerio de Père-Lachaise mientras que otros miles de personas fueron llevados a Versalles u otras localidades en las afueras de París, para ser juzgados. Pocos comuneros escaparon, principalmente a través de las líneas prusianas hacia el norte. Durante días columnas de hombres, mujeres y niños hicieron, escoltados por militares, un camino hacia barrios o campos baldíos de Versalles convertidos en prisiones temporales o más bien en campos de concentración. El gobierno arrestó a aproximadamente 40.000 personas y las persecuciones siguieron hasta 1874.

Más tarde muchos fueron juzgados y condenados a muerte, aunque otros muchos fueron ejecutados sumariamente; otros fueron condenados a trabajos forzados o encarcelados en fortalezas penitenciarias en territorio francés; otros más fueron deportados temporalmente o de por vida a unos penales situados en islas francesas del Pacífico.

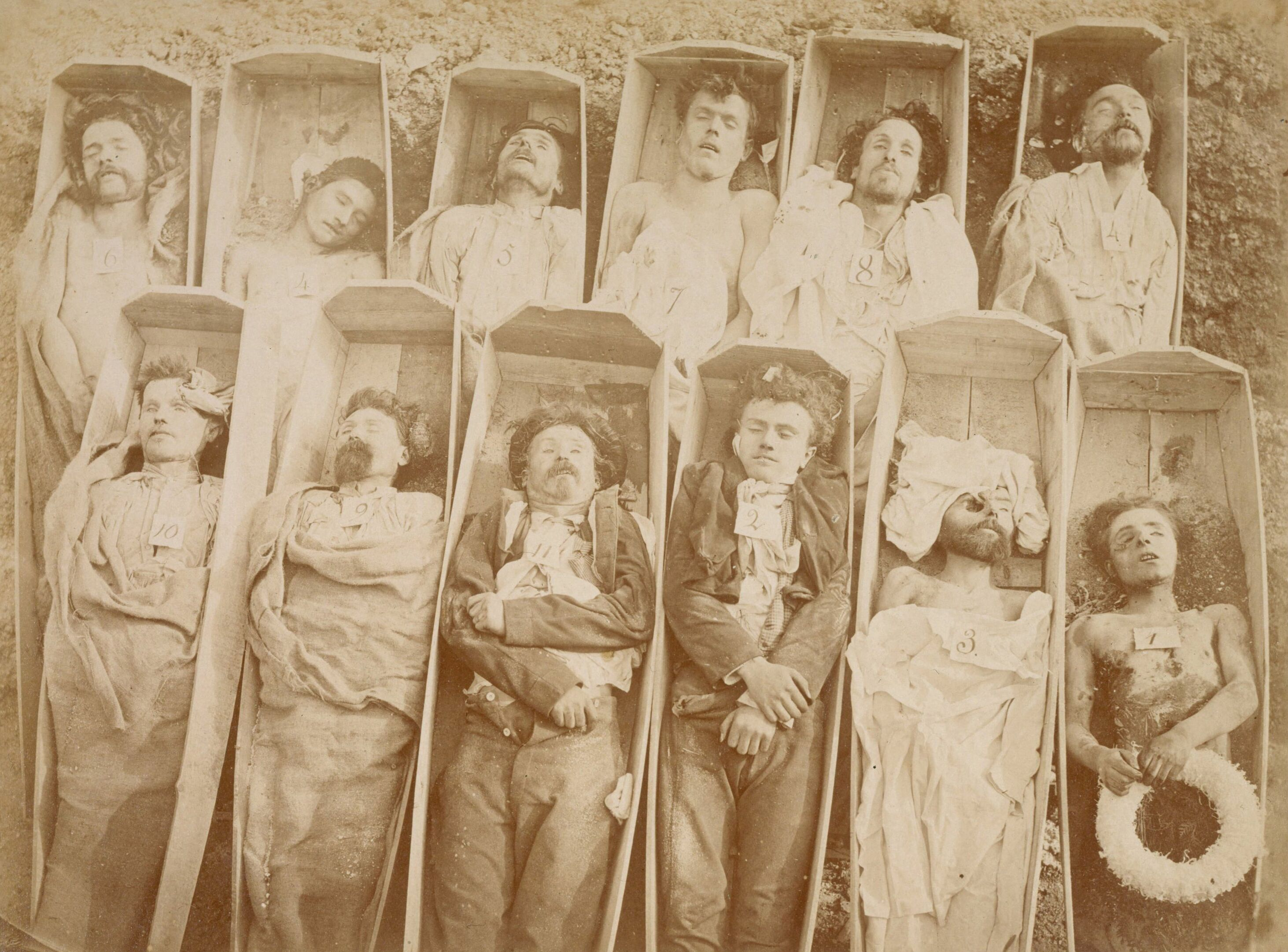
Miembros de la comuna ejecutados.

Nunca se ha podido establecer de manera segura el número de muertos durante la Semaine sanglante. Algunos miembros de la Comuna, como Prosper-Olivier Lissagaray, autor de una conocida obra sobre la Comuna, señalan que en realidad fueron dos semanas de ejecuciones. Algunas estimaciones son de entre 20 000 y 30 000 parisinos muertos en los combates o ejecutados entre el 3 de abril y el 31 de mayo, y muchos más heridos. Según Lissagaray y otros testigos de la época los ejecutados durante las dos semanas sangrientas que siguieron a la toma de París fueron 50.000, sin hacer distinción de edad o sexo, los burgueses fusilaron a cientos de niños y miles de mujeres. Varios centenares de obreras parisienses, conocidas como «petroleras», fueron también fusiladas en los muros del cementerio de Père Lachaise. Unas 7000 personas fueron deportadas a penales improvisados en Nueva Caledonia, como fue el caso de la maestra anarquista Louise Michel que contó todo lo sucedido y como era la vida en la Comuna en su libro "La comuna de París". Miles de personas tuvieron que exiliarse. Para los presos (sólo algunos centenares) hubo una amnistía general en 1889. En total, las pérdidas del gobierno rondaron los 1000 hombres.
París estuvo bajo la ley marcial durante cinco años.

## Retrospectiva de la Comuna

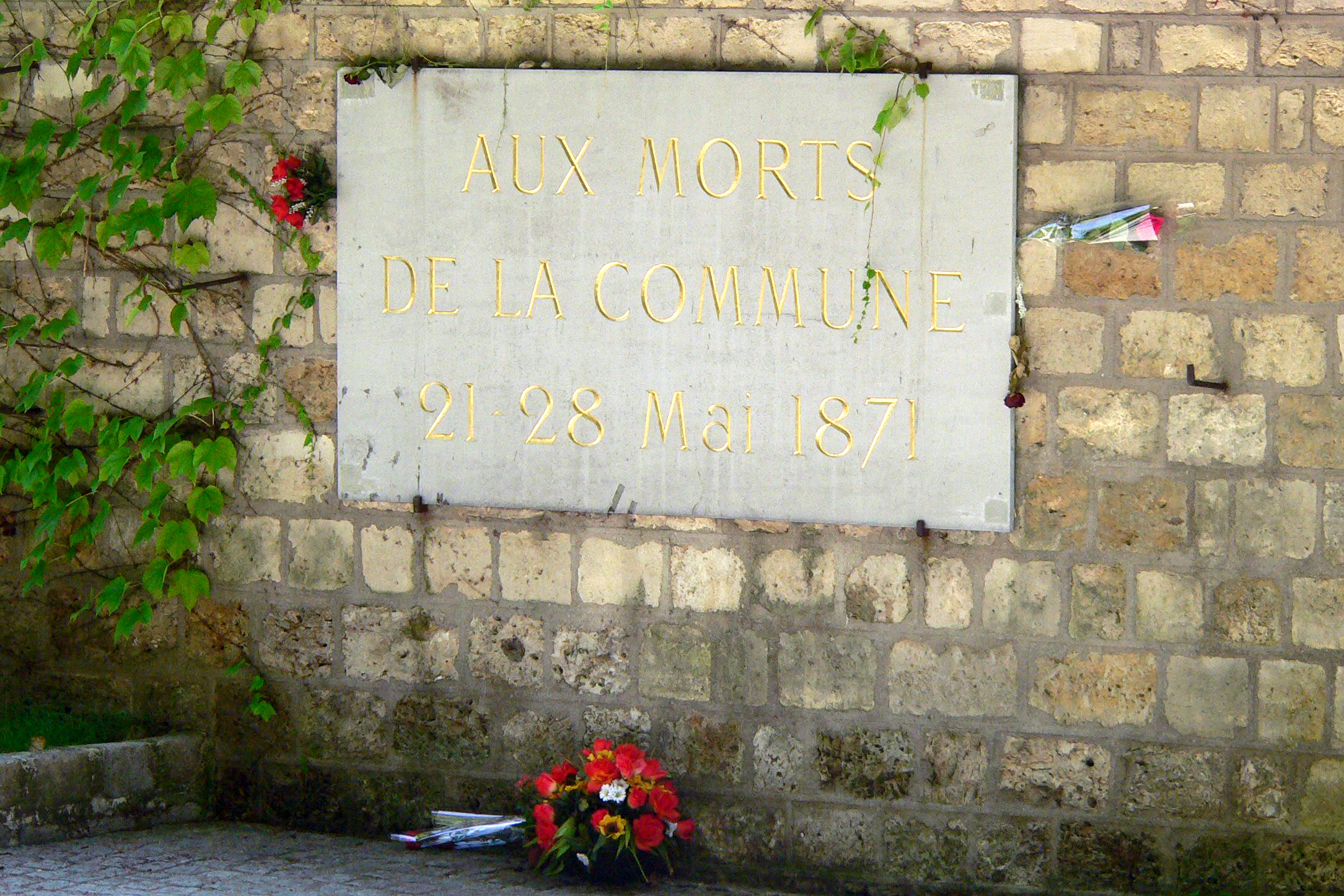
Detalle del Mur des fédérés ('Muro de los federados'), placa en honor a los muertos de la Comuna (cementerio de Père-Lachaise).

Émile Zola, como periodista del diario Le Sémaphore de Marseille, informó sobre la caída de la Comuna y fue uno de los primeros reporteros en entrar a la ciudad durante la Semana Sangrienta. El 25 de mayo escribió: "Nunca en tiempos civilizados un crimen tan terrible había asolado una gran ciudad... Los hombres del Ayuntamiento no pueden ser más que asesinos y pirómanos. Pelearon como bribones,  huyendo vergonzosamente del ejército regular, y vengándose de su derrota sobre los monumentos y las casas. (...) El incendio de París ha llevado al límite de su exasperación al ejército. (...) Aquellos que incendian y masacran no merecen otro juez que el disparo de un soldado."
Aunque existen discrepancias sobre la motivación de su construcción, la basílica del Sacré-Cœur de París fue erigida en el lugar donde comenzó la insurrección de la Comuna, y en la época se mencionaba que fue erigida para "expiar los crímenes de los comuneros".
La clase acomodada de París, y la mayoría de los antiguos historiadores de la Comuna, vieron aquel hecho como un clásico ejemplo del «dominio de la muchedumbre», terrorífico y al mismo tiempo inexplicable. La mayoría de los actuales historiadores, incluso aquellos de derechas, han reconocido el valor de alguna de las reformas de la Comuna y han deplorado el salvajismo con el que fue reprimida. Sin embargo, han encontrado difícil de explicar el odio sin precedentes que la Comuna despertó en las clases medias y altas de la sociedad. Odio sin justificación contra un gobierno que además de ser grandemente pluralista, no tomó nunca medidas enérgicas contra sus enemigos.[cita requerida] Según Lissagaray, mientras la Comuna estaba de fiesta y celebrando sus moderadas reformas, Versalles sólo pensaba en «...desangrar a París».[cita requerida]
Edwin Child, un joven londinense en París, sostuvo que durante la Comuna, "las mujeres se comportaban como tigresas, vertiendo petróleo por doquier y distinguiéndose por la furia con la que peleaban". A pesar de ello, se ha deliberado en investigaciones recientes que estas famosas figuras femeninas pirómanas de la Comuna, o pétroleuses, podrían haber sido exageradas o constituir un mito. Lissagaray declaró que debido a este mito, cientos de mujeres de la clase trabajadora fueron ajusticiadas en París a finales de mayo, acusadas falsamente de ser pétroleuses. Lissagaray también aseguró que el fuego de artillería del ejército francés fue responsable de probablemente la mitad de los fuegos que consumieron a la ciudad durante la Semana Sangrienta. Sin embargo, las fotografías de las ruinas del Palacio de las Tullerías, del Ayuntamiento, y de otros importantes edificios gubernamentales muestran que los exteriores quedaron libres de impactos de artillería, mientras que los interiores fueron completamente engullidos por el fuego; y célebres comuneros como Jules Bergeret, quien escapó para vivir en Nueva York, reclamó orgullosamente el mérito de los más conocidos actos pirómanos.

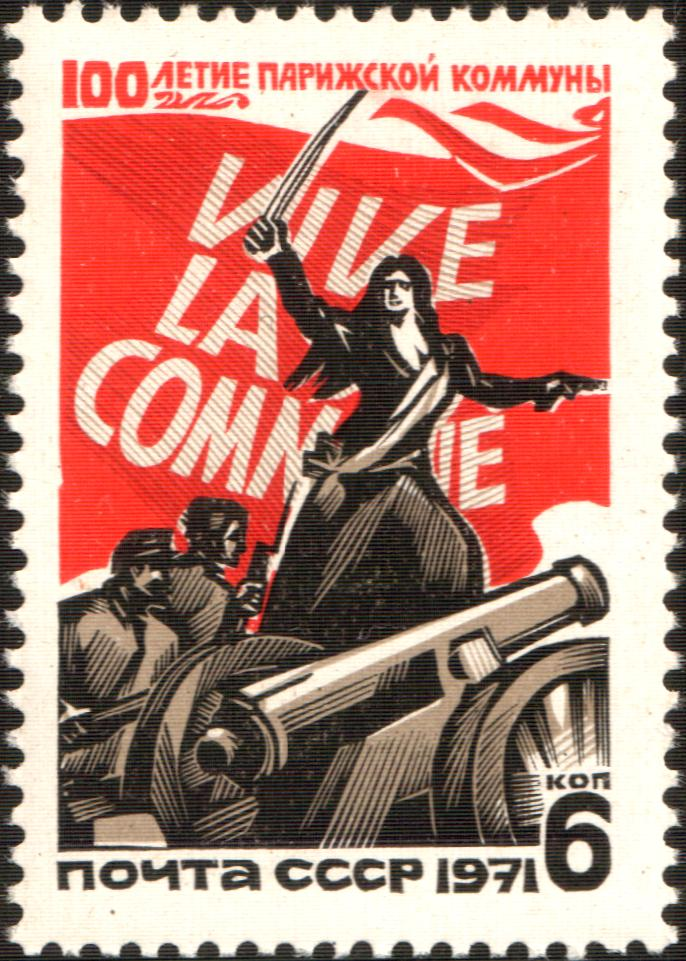
Sello de correos conmemorativo soviético.

Dentro del espectro de la izquierda política, hay quienes han criticado a la Comuna por mostrarse demasiado moderada, especialmente dada la situación política y militar de cerco en la que se encontraba. Karl Marx encontró agravante que los miembros de la Comuna «perdieran valiosísimos momentos» organizando elecciones democráticas en vez de terminar de una vez por todas con Versalles. El banco nacional de Francia, ubicado en París con la reserva de millones de francos, fue dejado intacto por los miembros de la Comuna. Los directores del banco reconocieron a los comuneros Beslay, Jourde y Varlin, como depositarios legales de la cuenta de la Villa de París que contenía más de 9 millones de francos. A cambio, los delegados de la Comuna aceptaron mantener una actitud legalista y solicitaban fondos que se les concedía tras difíciles negociaciones. El banco adelantó 2,5 millones de francos a la Comuna. Los miembros de la Comuna optaron por no coger los recursos del banco por miedo a que el mundo entero los condenara. De esta manera, se movieron grandes sumas de dinero desde París a Versalles, dinero que terminó por financiar el ejército que dio fin a la Comuna. En el momento de retirada de Thiers y sus generales y tropas, los comuneros y en particular los dirigentes de la Comuna, permitieron que la técnica militar principal de París partiera íntegra hacia Versalles en manos de la reacción, sin intervenirla. La vacilación en tomar esas armas y entregárselas al pueblo fue fatal para la Comuna. Según los socialistas radicales y comunistas, la Comuna tenía que asegurarse la ciudad y el país antes de darle una vida tan idealmente democrática.
Algunos comunistas, izquierdistas, anarquistas y otros simpatizantes han visto a la Comuna como un modelo con un sistema político basado en la democracia participativa como eje de la administración. Marx y Engels, Bakunin y posteriormente Lenin y Trotski intentaron sacar lecciones teóricas (en particular en lo que concierne a «la marchitación del Estado») desde la limitada experiencia vivida por la Comuna. El crítico Edmond de Goncourt obtuvo una lección más pragmática: tres días después de La Semaine sanglante escribió «... El derramamiento de sangre ha sido total, y un derramamiento de sangre como este, al asesinar la parte rebelde de la población, solo pospone la siguiente revolución... La vieja sociedad tiene por delante 20 años de paz...».
El anarquista italiano Luigi Fabbri interpretó la Comuna (junto con las revoluciones de 1848) como una experiencia mediante la cual «muchos proletarios comprobaron que los medios autoritarios les alejan [···] del fin de libertad y de igualdad que quieren alcanzar».
La Comuna de París ha sido parte de las citas de muchos líderes comunistas. Mao se refería a ella con bastante frecuencia. Lenin, junto a Marx, consideraban la Comuna un ejemplo real de la dictadura del proletariado. En su funeral su cuerpo fue envuelto en los restos de una bandera roja preservada desde la Comuna. La nave espacial Vosjod 1 portaba parte de un estandarte de la Comuna de París. También, los bolcheviques renombraron la nave de combate Sebastopol como Parízhskaya Kommuna en honor a la Comuna.

¿Qué pide la Comuna?
El reconocimiento y la consolidación de la República como única forma de gobierno compatible con los derechos del pueblo y con el libre y constante desarrollo de la sociedad.
La autonomía absoluta de la Comuna, que ha de ser válida para todas las localidades de Francia y que garantice a cada municipio la inviolabilidad de sus derechos, así como a todos los franceses el pleno ejercicio de sus facultades y capacidades como seres humanos, ciudadanos y trabajadores.

La autonomía de la Comuna no tendrá más límites que el derecho de autonomía igual para todas las demás comunas adheridas al pacto, cuya alianza garantizará la Unidad francesa.
Declaración de la Comuna de París al Pueblo Francés, 19 de abril de 1871